# جماهير باريس سان جيرمان

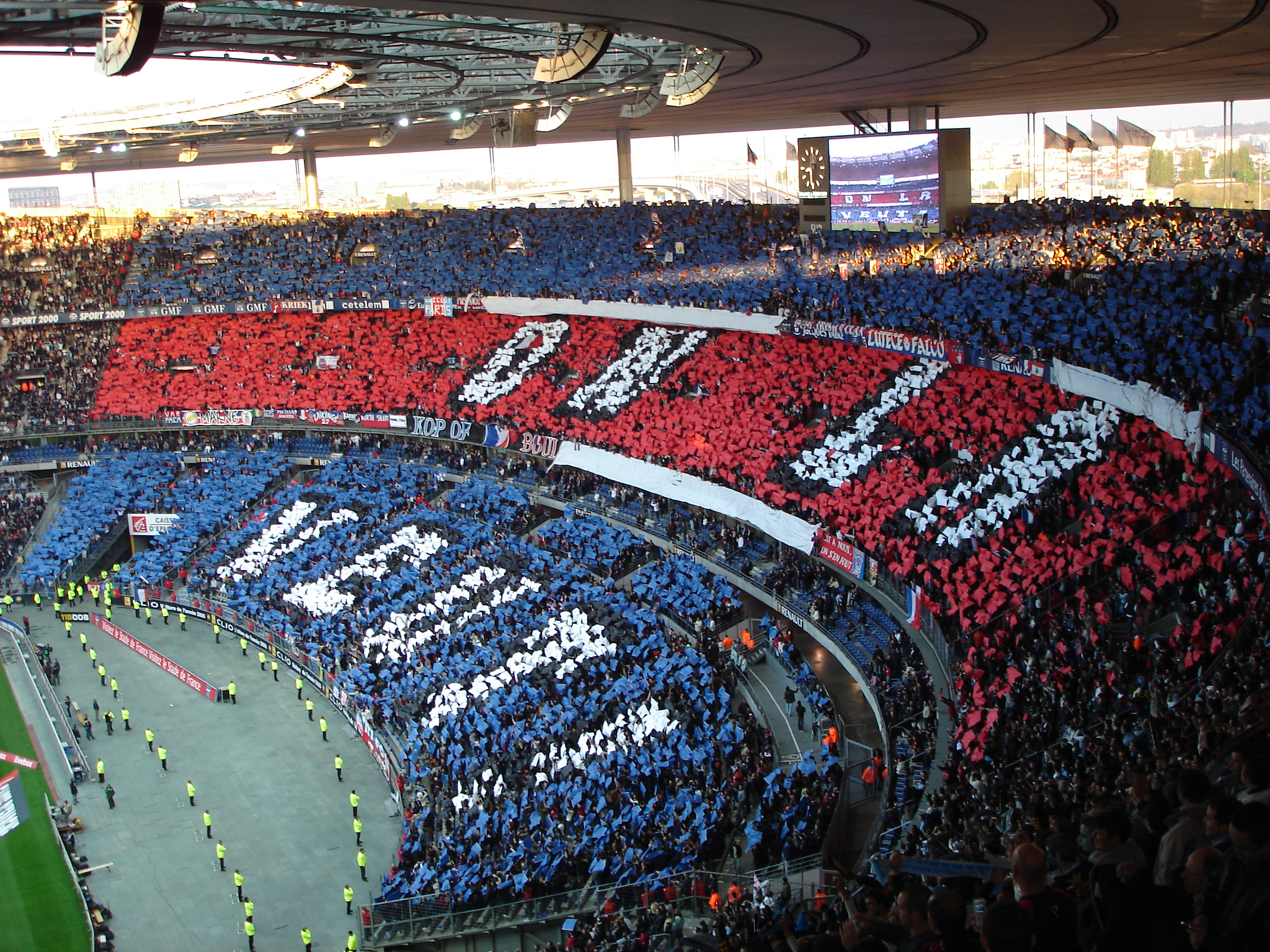
مشجعو باريس سان جيرمان قبل نهائي كأس فرنسا 2006 ضد غريمه التقليدي مارسيليا.

باريس سان جيرمان هو نادي كرة القدم الأكثر شعبية في فرنسا وأحد الفرق الأكثر شعبية في العالم. من بين مشجعي باريس سان جيرمان المشهورين نيكولا ساركوزي، جيانيس أنتيتوكونمبو، توني باركر، فيكتوريا أزارينكا، يانيك نوح، جان بول بلموندو، بوبا، توم برادي، فابيو كوارتارارو، باتريك ديمبسي، دي جي سنيك، بيير جاسلي، ميراي ماتيو، وتيدي رينر.
بسبب افتقاره إلى قاعدة جماهيرية كبيرة ومتحمسة، بدأ النادي في تقديم تذاكر موسمية أرخص للمشجعين الشباب في عام 1976. تم وضع هذه المشجعين في كوب كيه، الواقعة في قسم كيه من مدرج باريس في بارك دي برينس. بعد زيادة أسعار التذاكر، انتقل مشجعو فريق كوب كيه إلى مدرجات فريق بولوني في عام 1978، ومن هنا وُلِد فريق كوب بولوني (كوب). هناك، تأسست أول مجموعة مشجعين على الطراز الإيطالي تابعة للنادي، بولوني بويز، في عام 1985. لكن مجموعات أخرى من أعضاء حزب العدالة والتنمية اعتبرت مثيري الشغب البريطانيين قدوة مشكوك فيها، الأمر الذي أدى إلى تصاعد العنف بسرعة. منذ ذلك الحين، ارتبطت مجموعات مشجعي فريق باريس سان جيرمان بأعمال الشغب في ملاعب كرة القدم.
استجاب مالك نادي باريس سان جيرمان، قناة كنال+، في عام 1991 بتشجيع وتمويل المشجعين غير العنيفين من مدرج فريق كوب بولوني للتواجد في مدرج أوتويل في الطرف الآخر من ملعب بارك دي برينس. وُلدت فيراج أوتويل، إلى جانب سوبراس أوتويل، أكثر الألتراس شهرة. في البداية نجح هذا الإجراء، لكن ببطء نشأ تنافس عنيف بين المدرجين. وصلت الأمور إلى ذروتها في عام 2010 قبل مباراة ضد الغريم التقليدي مارسيليا في باريس. قُتل مشجع بولوني يان لورانس في شجار بين مجموعتين من المدرجات خارج ملعب بارك دي برينس، مما أجبر رئيس باريس سان جيرمان روبن ليبروكس على اتخاذ إجراء.
قام النادي بنفي مجموعات المشجعين من بارك دي برينس ومنعهم من حضور جميع مباريات باريس سان جيرمان في ما عُرف بخطة ليبروكس. وقد جعل ذلك باريس سان جيرمان يدفع الثمن من حيث الأجواء، حيث أصبح أحد أكثر الملاعب الأوروبية إثارة للخوف الآن هادئًا. من جانبهم، شكل مشجعو فيراج أوتويل السابقون مجموعة ألتراس باريس (كوب) في فبراير 2016، بهدف استعادة مكانهم في الملعب. في أكتوبر 2016، بعد غياب دام ست سنوات، وافق النادي على عودتهم. تتجمع مجموعة ألتراس باريس (كوب) حاليًا في نهاية أوتويل من الملعب، وهي رابطة الألتراس الوحيدة المعترف بها رسميًا من قبل باريس سان جيرمان. بدأت حركة الألتراس أيضًا في العودة إلى الحياة في مدرج بولون. تحاول مجموعات جديدة مثل بلوك باريزي والمقاومة الباريسية إقناع النادي بإعادة إطلاق كوب بولون.

## مجموعات الجماهير
منذ عام 2018، أصبح باريس سان جيرمان النادي الأكثر شعبية في فرنسا، حيث حدد 22% من المشجعين هويتهم على أنهم باريسيون. ويأتي مارسيليا في المرتبة الثانية بنسبة 20%، بينما يأتي ليون في المرتبة الثالثة بنسبة 14%. كما يعد باريس سان جيرمان أحد أكثر الفرق شعبية حيث يبلغ عدد مؤيديه 35 مليون مشجع حول العالم، أكثر من أي نادٍ فرنسي آخر.
يعد ملعب بارك دي برينس الملعب الرئيسي لنادي العاصمة منذ عام 1974. يحيط بملعب الملعب أربعة مدرجات مغطاة لجميع المقاعد، والمعروفة رسميًا باسم تريبيون بوريللي وتريبيون أوتويل وتريبيون باريس وتريبيون بولون. تاريخيًا، احتل مشجعو باريس سان جيرمان الأكثر تشددًا مدرجات أوتويل وبولون. كانت مجموعات مشجعي بولون وسوبراس أوتويل وكولكتيف ألتراس باريس (كوب) أشهر مجموعات مشجعي النادي. كما يمتلك باريس سان جيرمان عددًا كبيرًا من نوادي المشجعين في فرنسا وحول العالم، والتي تسمى نوادي مشجعي باريس سان جيرمان.
يقع مجموعة ألتراس باريس في نهاية أوتويل من الملعب، وهو رابطة الألتراس الوحيدة المعترف بها رسميًا من قبل باريس سان جيرمان. ويتكون من أربع مجموعات فرعية: فريق كيه–سوسي، ولو كومبات كونتينيو، وبارياس كوهورتيس، وباريس الحضرية، وطاقم بيريز. يتقاسم كوب الملعب مع مجموعات الألتراس تريبيون بولوني بلوك باريسي والمقاومة الباريسية (غير معترف بها من قبل النادي)، ونادي باريس سان جيرمان للناشئين في تريبيون بوريللي، ومجموعات تريبيون باريس نادي أصدقاء باريس سان جيرمان، وباريس سان جيرمان جراند سود، وباريس سان جيرمان هانديكاب. تشمل المجموعات النشطة الأخرى مجموعة كوب الفرعية السابقة كارسود، والتي تم حظرها من ملعب بارك دي برينس منذ عام 2017.

### نشط
| - تريبيون أوتويل - مجموعة ألتراس باريس (2016) - تجمع كوب 5 مجموعات: - كيه–سوسي تيم (2007) - لو كومبات كونتينيو (2012) - بارياس كوهورتيس (2013) - باريس الحضرية (2017) - طاقم بيريز (2023) | - تريبيون باريس - 3 مجموعات: - نادي أصدقاء باريس سان جيرمان (1975) - باريس سان جيرمان جراند سود (1995) - باريس سان جيرمان هانديكاب (2005) | - تريبيون بوريللي - 1 مجموعة: - نادي باريس سان جيرمان للناشئين (2012) - تريبيون بولون - 2 مجموعات: - بلوك باريزي (2017) - المقاومة الباريسية (2019) - ممنوع من دخول بارك دي برينس - 1 مجموعة: - تريبيون أوتويل - كارسود (1994) |  |

### حُل
| - قبل بارك دي برينس - 1 مجموعة: - لو كلوب دي أسوسيسي (1970–1972) - تريبيون أوتويل - 15 مجموعات: - عشاق أوتويل (1989–1991) - سوبراس أوتويل (1991–2010) - لوتيس فالكو (1991–2010) - جولويس غير قابل للإصلاح (1991–1992) - دجلة ميستيك (1993–2006) - العمالقة (1993–2010) - التنين (1993–1997) - كريك (1999–2010) - ميكروبات باريس (2006–2017) - أوتويل روج (2008–2009) - جرينتا (2009–2010) - قائمة نيرا باريس (2009–2017) - فيرفور باريزيان (2017–2022) - الحرية للمشتركين (2010–2023) - نوتيسيا (2012–2023) | - تريبيون بولون - 24 مجموعات: - بولوني بويز (1985–2008) - الكوماندوز القراصنة باريس (1985–1993) - فايربيرد (1986–1993) - جافروش دي باريس (1986–2010) - صائد الرؤوس (1989–1992) - نادي باريس أساس (1989–2010) - بيتبول كوب (1989–1992) - فيلق الجيش (1991–1993) - رينجرز (1992–2010) - سوس سكروفا (1992–1995) - كاجوال فِرم (1993–2010) - إنديباندانتس بولون روج (1993–2000) - كاوس (1993–1995) - إس.كيه. (1993–1998) - بلوك ب (1994) - الجيل الباريسي (1994–1998) - منتزه كاوس (1994–1996) - عصابة مجنونة (1997–2000) - قسم سيجون (1997–2010) - عائلة لاياش (2001–2010) - كوماندو لوبارد (2003–2010) - ميليس باريس (2006–2010) - تيفو وستوبيدو ب 3 الجانب المظلم (2009–2010) - نهضة بانامي (2018–2021) | - تريبيون باريس - 5 مجموعات: - جونيورز باريس سان جيرمان / كوب كيه (1976–1978) - هولي كول (1993–2013) - أوثينتيكس (2002–2010) - قوة باريس (2003–2010) - لواء باريس (2006–2010) - تريبيون بوريللي - 3 مجموعات: - كابيتالز (1993–1998) - تيتي فوسي (1995–2018) - فايكنج 27 (2001–2011) - مجموعات احتجاجية خلال خطة ليبروكس - 4 مجموعات: - الفئة د - لو بارك سيت ميو أفانت - ليه براذرز - بانامي يونايتد كولورز |  |

## التاريخ

### السنوات المبكرة
خلال السنوات الثلاث الأولى من وجودها، كان نادي باريس سان جيرمان مملوكًا للمشجعين وكان لديه 14820 عضوًا، والذين كانوا يدفعون رسومًا سنوية تتراوح بين 25 إلى 40 فرنكًا (4 إلى 6 يورو). وكان أعضاء الجمعية هم أول من دعموا النادي. وعلى هذا الأساس، أسسوا نادي الجمعيات لتنظيم رحلات لمباريات باريس سان جيرمان على أرضه وخارجها. كانت هذه أول مجموعة مشجعين لنادي باريس سان جيرمان وفرنسا. حضر أكثر من 2000 مشجع أول مباراة للنادي على الإطلاق في 1 أغسطس 1970. كانت مباراة ودية ضد كوفيي (خسارة 1–3) في ملعب جان بوين.
بعد فوز باريس سان جيرمان 2–1 على بريست في دوري الدرجة الثانية الفرنسي 1970–71 في أكتوبر 1970، اشتكى لاعبو الفريق الزائر من الأجواء العدائية التي أحدثها مشجعو الفريق المضيف. ورغم ذلك، كان لاعبو باريس سعداء للغاية. وقال مدافع باريس سان جيرمان رولان ميتوراج للصحفيين في فبراير/شباط 1971 إنه لم يحظ قط بهذا النوع من الدعم عندما كان يلعب مع سانت إتيان. في مايو 1971، لحضور المباراة الحاسمة على قمة جدول الترتيب ضد روان، سافر 5000 مشجع إلى نورماندي.
في الموسم التالي، وهو الأول للنادي في الدوري الفرنسي، واجه باريس سان جيرمان فريق ليل في يناير 1972 حيث تنافس الجانبان لتجنب الهبوط. فاز باريس سان جيرمان بنتيجة 3–1 مع حضور 1200 مشجع رفعوا لافتة كتب عليها «باريس سان جيرمان تحيي ليل! تحيا كرة القدم ونتمنى أن يفوز الأفضل!» لكن النادي انقسم بعد فترة وجيزة وهبط باريس سان جيرمان إداريًا إلى الدرجة الثالثة. بقي نادي باريس إف سي في الدوري الفرنسي الدرجة الأولى، وفضلت أغلبية ساحقة من جماهير النادي تشجيعه. ونتيجة لذلك، توقف نادي الجمعيات عن الوجود أيضًا.
لكن باريس سان جيرمان لا يزال لديه بعض المشجعين. لقد فاجأوا اللاعبين باللافتات والأبواق أثناء مباراة كأس فرنسا ضد روان في مانت في يناير 1973. في 10 نوفمبر 1973، لعب باريس سان جيرمان أول مباراة له على ملعب بارك دي برينس ضد منافسه في دوري الدرجة الثانية الفرنسي ريد ستار، وفاز بنتيجة 3–1. قبل انطلاق المباراة، أجرى الفريق عمليات الإحماء أمام جماهيره في مدرج بولوني. وكانت بداية لتقليد لا يزال قائما حتى اليوم. عاد باريس سان جيرمان إلى الدوري الفرنسي في عام 1974، وانتقل على الفور إلى بارك دي برينس بعد هبوط باريس إف سي في نفس العام. في 13 أغسطس 1974، سجل باريس سان جيرمان التعادل 2–2 ضد ميتز أمام ما يقرب من 14000 متفرج خلال مباراته الأولى على أرضه في الدوري الممتاز. تأسست أقدم مجموعة نشطة من مشجعي النادي، وهي نادي أصدقاء باريس سان جيرمان (نادي أصدقاء باريس سان جيرمان)، في يناير 1975. واستقر أعضاؤها في مدرج باريس حاملين لافتة كتب عليها: «نادي الروح».

### كوب بولوني

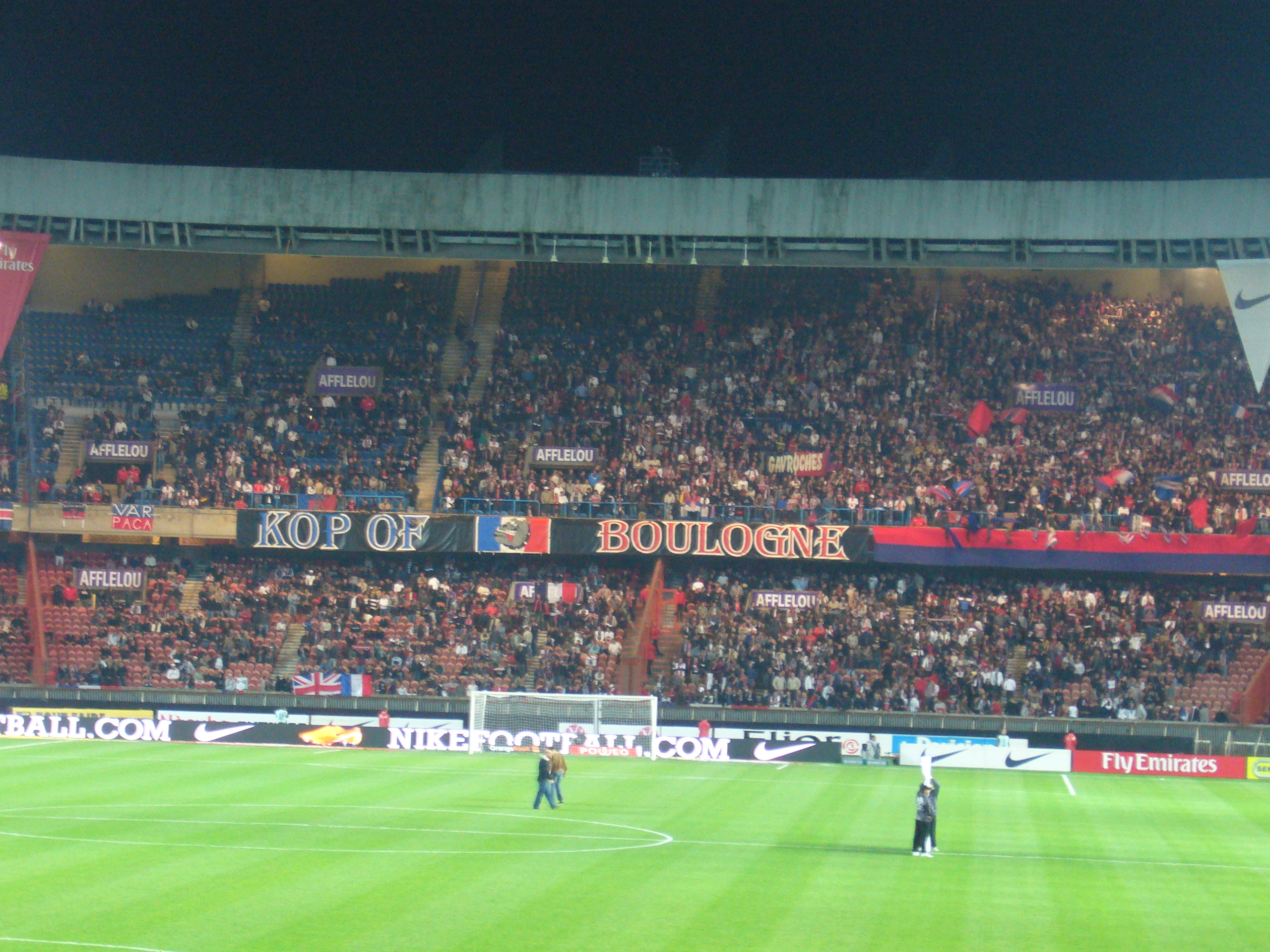
لافتة كوب بولوني في عام 2008.

في ذلك الوقت، كانت غالبية الحاضرين في ملعب بارك دي برينس من المتفرجين العاديين أو المشجعين الزائرين، وكان الملعب يمتلئ فقط عندما يواجه باريس فرقًا مرموقة مثل سانت إتيان أو نانت أو مارسيليا أو ريمس. ردًا على ذلك، وضع النادي خطة اشتراك تسمى مشجعو باريس سان جيرمان الشباب في عام 1976، ووضع مشتركيه في قسم K، أول مساحة مخصصة للمشجعين في بارك. أطلقوا عليه اسم كوب كيه في إشارة إلى مدرج سبيون كوب الشهير في أنفيلد والذي يجمع أنصار ليفربول.
ارتفع عدد مشتركي كوب كيه من 500 مشترك ضد ريمس في سبتمبر 1976 إلى 3000 عضو في أوائل عام 1977. بعد زيادة أسعار التذاكر في عام 1978، انتقل مشجعو كوب كيه إلى مدرج بولوني وأصبح كوب كيه كوب بولوني (كوب). كان لاعبو باريس سان جيرمان يقومون بالإحماء هناك منذ عام 1973، لذلك كان المشجعون مهتمين منطقيًا بالتقرب من أصنامهم.
تحت رأس كلب بولدوغ فوق العلم الفرنسي، كان نادي بولونيا يتألف بشكل أساسي من ثلاثة أنواع من المشجعين: مشجعون على الطراز الإيطالي (مثل بولوني بويز، جافروش، فايربيردز، رينجرز، تيفو إي ستوبيدو، سوس سكروفا، كاوس و إس كيه)؛ مشجعون مستوحون من إنجلترا (مثل باريس أساسس كلوب، هيد هنتر، جينيريشون باريزيان، بارك كاوس، سيكشن سيجون، كريزي جانج، ولاياش فاميلي); ومشجعون مشاغبون متأثرون بالثقافة غير الرسمية والآراء اليمينية المتطرفة والميول العنصرية (مثل كوماندو بايرت، بيتبول كوب، أرمي كوربس، كاجوال فيرم، إنديبيندانتس بولوني روج، بلوك بي، كوماندو لوبارد وميليس باريس).
| ”                              | «كان الفريق الزائر قد سجل للتو هدفًا. وبينما كان الفريق الباريسي يتقدم ببطء نحو منتصف الملعب، كان المشجعون في كوب بولون يهتفون لهم وكأن باريس سان جيرمان هو الذي سجل الهدف! لقد تحول المتفرجون إلى مشجعين.» | “ |
| —بيان النادي خلال موسم 1978–79 | |   |

تأسست مجموعة بولوني بويز في عام 1985، وكانت أول مجموعة من مشجعي نادي كوب. كانت أيضًا أول مجموعة ألتراس لنادي باريس سان جيرمان وواحدة من أقدم المجموعات من نوعها في فرنسا، إلى جانب ألتراس كوماندوز في مارسيليا (1984) وفرقة بريجيد سود في نيس (1985). كانت السمة المميزة للمجموعة هي الترحيب بدخول اللاعبين إلى الملعب من خلال رقصات التيفو، والتي تضمنت الشماريخ والأعلام واللافتات والهتافات. على الرغم من كونها المجموعة الأكثر شهرة في بولون، إلا أن أسلوبها لم يتناسب مع صورة المدرج، حيث كانت أكثر لفتًا للانتباه وأقل مواجهة. ومع ذلك، كان الأولاد هم أكبر رسامي الرسوم المتحركة في الموقف. لقد كانوا أيضًا قوة مسيطرة ووسيطًا في الموقف، وكان لديهم موقف غير سياسي في بولوني المسيسة للغاية.
غادر أعضاء فريق بولوني بويز المجموعة في عام 1986 وأنشأوا مجموعة جافروش في نفس العام. كان جافروش ورينجرز من المشجعين المتعصبين أيضًا ولكنهم استوحوا أفكارهم من المشجعين الإنجليز الحقيقيين، وكان حجم الصوت الهائل والتلويح بالأوشحة هو الوسيلة الرئيسية للدعم. كانوا يستخدمون بشكل أساسي الأعلام والألعاب النارية والهتافات مثل «Le Parc est à nous» («الحديقة لنا»)، والتي كانت بمثابة صيحات حربية لتخويف الفرق الزائرة وأنصارها. إذا أعدوا تيفو من وقت لآخر، كانوا يفضلون استخدام أموالهم لمساعدة أحد الأعضاء في ورطة مع العدالة.

### فيراج أوتويل
في بداية التسعينيات، كان باريس سان جيرمان يستمتع بأسوأ سجل حضور له منذ عودته إلى الدوري الفرنسي عام 1974. وكان العنف والعنصرية في كوب بولون مسؤولاً عن هذا الوضع. ولمنح المؤيدين غير العنيفين وغير العنصريين في بولون بديلاً، فضلاً عن تعزيز مستويات الحضور، دعم الملاك الجدد قناة كنال+ إنشاء فيراج أوتويل في عام 1991. قبل هذا التاريخ، كان أوتويل يتألف بشكل أساسي من متفرجين عاديين ومشجعين خارجيين على الرغم من وجود مجموعة مشجعي باريس سان جيرمان أوتويل فاناتيكس في أواخر الثمانينيات وأوائل التسعينيات. وبتشجيع وتمويل من النادي، كانت سوبراس أوتويل ولوتيس فالكو وإنكوريجيبلز جولوا أول مجموعات ألتراس في المدرج الجديد. انضم إليهم قريبًا سوس سكروفا في عام 1992، ثم التنين ودجلة ميستيك والعمالقة وكاوس وإس.كيه. في عام 1993. أكمل كارسود في عام 1994 وكريك في عام 1999 قائمة فيراج أوتويل. بنفس الطريقة التي كانوا يفعلون بها في بولون منذ عام 1973، بدأ اللاعبون في الإحماء في أوتويل أيضًا لإظهار تقديرهم للجماهير هناك.

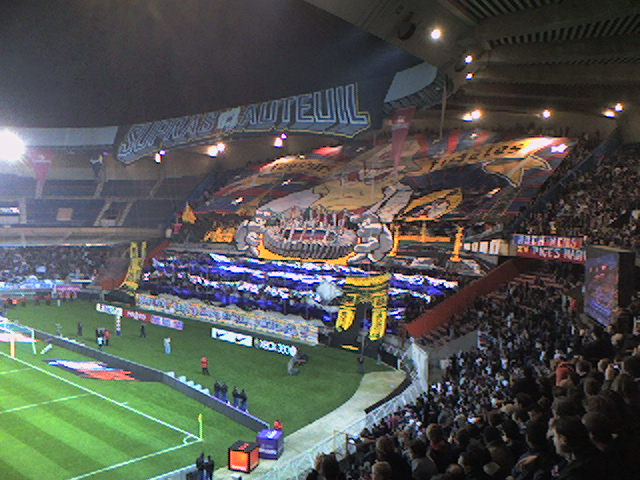
الذكرى السنوية الخامسة عشر لتيفو سوبراس أوتويل في عام 2006.

وقد نجح هذا الإجراء؛ إذ انخفضت معدلات العنف، في حين ارتفع الحضور بشكل مطرد، وبلغ ذروته في عام 2000. على الرغم من أن أوتويل كانت وسيلة للنادي لمحاربة العنصرية، إلا أنها أثبتت أنها كانت خطأً على المدى الطويل. بدلاً من طرد العنصريين، وافق النادي ضمناً على أن مدرج بولوني مخصص للبيض فقط، مفضلاً نقل أعضاء الأقليات العرقية إلى مدرج أوتويل، الواقع مقابل كوب. كانت جماهير أوتويل مختلطة عرقيًا، وكانت في معظمها يسارية، ومناهضة للعنصرية، وتمثل التنوع الباريسي مع المهاجرين أو أبناء المهاجرين.
على النقيض من كوب المستوحى من اللغة الإنجليزية، تم تصميم مدرج أوتويل على غرار ثقافة الألتراس الإيطالية. استخدم ألتراس أوتويل اللافتات والمصابيح والهتافات وغيرها من تعبيرات تيفو، والتي تعني الدعم المنظم والمدروس للفريق. رمزيًا، أشاروا إلى المدرج باسم فيراج أوتويل. «Virage» هو المعادل الفرنسي للكلمة الإيطالية «curva». لخص سوبراس أوتويل، أكبر مجموعة للمدرج، هذه الفلسفة؛ سوبراس هو اختصار «SUPporters» و«ultras».
أصبح فيراج أوتويل تدريجيًا مرجعًا ضمن Panorama Ultra Français (بانوراما الترا الفرنسية أو بي يو إف). في أبريل 1995، التقى باريس سان جيرمان بميلان في ملعب بارك دي برينس في نصف نهائي دوري أبطال أوروبا. قبل انطلاق المباراة، رحب أوتويل بلاعبيه من خلال الكشف عن تيفو مذهل، والذي تم التصويت عليه باعتباره «أفضل تيفو أوروبي» لموسم 1994–1995 من قبل منظمة مشجعي تورسيدا الدولية (تيفو). كما كان التيفو ضد ستيوا بوخارست في أغسطس 1997 بمثابة معلم كبير بالنسبة لأوتيول.
نشأ أوتويل في ظل كوب بولون. تنافس كلا المدرجين على الهيمنة البصرية والصوتية، لكن أوتويل لم يشكك أبدًا في سلطة بولون. ونتيجة لذلك، تعايش مشهدا المشجعين هذين، بتكوينهما العنصري ووجهات نظرهما السياسية المختلفة جذريًا، في سلام نسبي خلال التسعينيات وأوائل العقد الأول من القرن الحادي والعشرين. حتى أنهم بدأوا في تبادل الهتافات والشعارات مثل «Ici، c'est Paris!» («هذه باريس!») في عام 1997، لتصبح علامة تجارية لمباريات باريس سان جيرمان في بارك دي برينس. في عام 2001، أصبح مدرج أوتويل «صغيرًا جدًا» واستقر جيل جديد يرغب في اتباع نموذج ألترا من فيراج أوتويل في المدرج المجاور: قسم ج من مدرج باريس. ظهرت المجموعة الأولى، أوثينتكس، في يناير 2002 ونمت بسرعة كبيرة. انضمت إليهم مجموعة ألترا أخرى، وهي قوة باريس، في عام 2003.

### حرب بولوني–أوتيوي

#### راية دجلة ميستيك

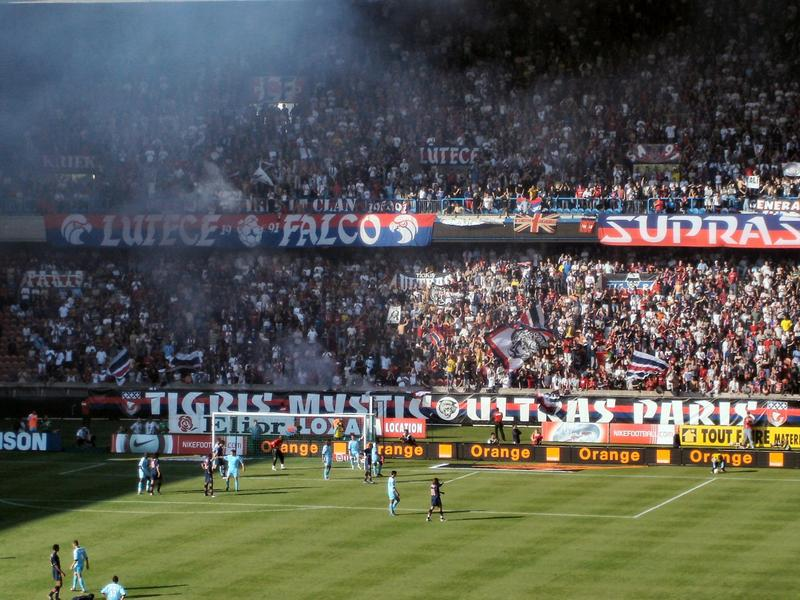
لافتات لوتيس فالكو (أعلى اليسار)، وسوبراس أوتويل (أعلى اليمين)، وتيجريس ميستيك (أسفل اليسار) في عام 2004.

تغير كل شيء في مايو 2003، عندما احتفل فريق دجلة ميستيك بالذكرى السنوية العاشرة له بلافتة كتب عليها «المستقبل ملكنا». كانت هذه الرسالة موجهة بشكل خفي إلى بولوني، وكانت بمثابة إعلان حرب لمشجعي كوب: كان أوتويل هو المستقبل، بينما كان بولوني هو الماضي. كان صراع القوة الذي عارض أول أنصار باريس سان جيرمان التاريخيين لبولون ضد مشجعي أوتويل الجدد مجرد غطاء للمشكلة الحقيقية: التوتر العنصري الذي كان موجودًا بين المدرجات لسنوات عديدة.
فجأة، أصبحت الاشتباكات خارج ملعب بارك دي برينس بين مشجعي نفس الفريق بشكل كبير، على عكس أي مكان آخر في أوروبا. كان أحد جانبي الحلبة يضم مجموعات مشجعي بولوني من كاجوال فِرم وكوماندو لوبارد وميليس باريس، وكان أعضاؤها من اليمين المتطرف والعنصريين البيض الذين كانوا يتطلعون إلى «تطهير الضواحي من السود والعرب». وكان الجانب الآخر يضم بعض أعضاء مجموعة أوتويل متعددة الأعراق دجلة ميستيك، التي اختار مشجعوها اليساريون المناهضون للعنصرية والمسالمين في البداية القتال. لقد بدأوا في الاشتباك مع مشجعي فرق أخرى في بداية العقد الأول من القرن الحادي والعشرين.
وقعت المناوشات الأولى بين أوتويل وبولون مباشرة بعد اللافتة، لكنها انتهت بهدنة قصيرة الأمد لمحاربة سياسة الأمن الجديدة للنادي في عام 2004. كان جان بيير لارو، رئيس الأمن في باريس سان جيرمان، عازمًا على تطهير بارك دي برينس من المشاغبين والعنصريين. كانت فكرته هي حل جميع مجموعات أوتويل وبولون وإعادة إنشاء مجموعتين، واحدة فريدة لكل مدرج، مع أشخاص مسؤولين لقيادتهم. هدد المشجعون بالفوضى وحتى أرسلوا تهديدات بالقتل إلى رئيس باريس سان جيرمان فرانسيس جرايل. خسر لارو في النهاية دعم رؤسائه، الذين سحبوا القابس من خطة الأمن وطردوه.
استؤنف الصراع على الفور بعد ذلك ووقعت حوادث أينما لعب باريس سان جيرمان خلال موسم 2005–06. في أكتوبر 2005، هاجم مشجعو كاجوال فِرم مقر دجلة ميستيك، والذي رد الأخير بمهاجمة مجموعة من مشجعي بولوني في فبراير 2006. أصبحت العنصرية في كوب بولون لا تطاق لدرجة أن الحملة وغيرها من مشجعي فيراج أوتويل بدأوا في إدانتها، وتبعوا دجلة ميستيك بصوت عالٍ عندما غنوا «لامارسييز» أثناء التلويح ببطاقة هويتهم الفرنسية. على الرغم من ذلك، لم يدعم المدرج الأعمال العنيفة لأعضاء دجلة، والتي جلبتهم بحلول ذلك الوقت إلى صراع ليس فقط مع مشجعي كوب ولكن أيضًا مع مجموعة بولوني بويز الكبيرة، وحتى مع مجموعة أوتويل كارسود، الذين كانت تربطهم علاقات وثيقة بأقرانهم من اليمين المتطرف في بولوني. نظرًا لأن مديري النادي لم يكونوا داعمين أيضًا، فقد قرر دجلة ميستيك حل نفسه في يوليو 2006 بعد عدة أشهر من الحوادث العنيفة. لاحقًا، في عام 2008، أنشأ العديد من أعضاء دجلة السابقين مجموعة جديدة، أوتويل روج، والتي أصبحت جرينتا في عام 2009.

#### حل بولوني بويز

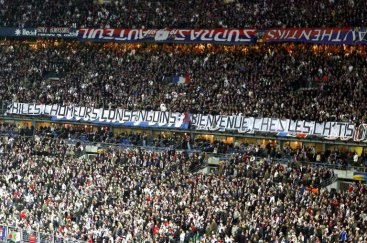
اللافتة المثيرة للجدل ضد لنس في عام 2008.

مع تفكك فرقة دجلة ميستيك، اعتقد مسؤولو باريس سان جيرمان أن السلام سيعود أخيرًا. لكن الحقيقة هي أن الانتقام والكراهية سيطرا على الملعب؛ ولم يعد بولون وأوتيول يتحملان بعضهما البعض. لقد رحل تايجريس ولكن أنصار أوتويل الآخرين أصبحوا عنيفين أيضًا، في حين أصبحت العنصرية في كوب خارجة عن السيطرة. في نوفمبر 2006، بعد أشهر قليلة من بيع كنال+ للنادي إلى كولونيا كابيتال، بدأت الأمور تتدهور حقًا عندما توفي جوليان كويمينر، مشجع باريس سان جيرمان. وكان فرع بولوني من بين مجموعة كبيرة من المشجعين الذين قاموا بمضايقة عنصرية لمشجع لفريق هابويل تل أبيب بعد فوز النادي الإسرائيلي على باريس سان جيرمان في بارك دي برينس. تدخل ضابط شرطة لمساعدته وقتل كيمينر دفاعًا عن النفس.
بعد وفاة كويمينر، تم تنفيذ تدابير أمنية أكثر صرامة، بما في ذلك حظر دخول الملاعب وضوابط الشرطة في أيام المباريات. وأدى ذلك إلى وقف إطلاق النار نسبيًا بين المدرجات. حتى أنهم قاتلوا معًا ضد مشجعي تفينتي ومارسيليا في ديسمبر 2008 وأكتوبر 2009 على التوالي. ومع ذلك، بدأت التوترات تتصاعد ببطء مرة أخرى في الخلفية. تأسس فريق كيه–سوسي التابع لمجموعة سوبراس أوتويل في عام 2007. وقد جسدوا، وهم يحملون أعلام الجزائر وفلسطين، التسييس المتزايد والتطرف اليساري في مدرج أوتويل، على النقيض من مدرج بولوني. مثل فريق دجلة ميستيك من قبلهم، رد فريق كيه–سوسي على العنصرية في الملعب من خلال الاشتباك مع مشجعي بولوني.
كان السياسيون يبحثون منذ فترة طويلة عن كبش فداء، وقد وجدوه أخيرًا عندما أغضبت أحداث شغب فريق بولوني بويز فرنسا في مارس/آذار 2008 خلال نهائي كأس الرابطة الفرنسية عام 2008. لقد رفعوا لافتة تشير إلى مشجعي لانس باعتبارهم من المتحرشين بالأطفال والعاطلين عن العمل والمحارم. كانت اللافتة مسيئة بلا شك، لكن وجود الرئيس الفرنسي المنتخب حديثا نيكولا ساركوزي في المدرجات هو الذي حسم مصير مجموعة الألتراس. وكان قد وعد في عام 2006 أنه إذا فاز في الانتخابات فسوف يطهر باريس سان جيرمان من العنصريين والمثيري الشغب. قامت الحكومة الفرنسية بحلهم في أبريل 2008، وكان ذلك بمثابة نهاية واحدة من أكثر مجموعات المشجعين الأسطورية في فرنسا. شهد موسم 2007–08، الذي نجا فيه باريس سان جيرمان بصعوبة بالغة من الهبوط، غزو المشجعين المتعصبين لملعب التدريب لإظهار استيائهم من نتائج النادي، وتهديد اللاعبين والموظفين، فضلاً عن إتلاف سياراتهم.

#### نفي الألتراس
مع رحيل فريق بولوني بويز، خسر النادي وسيطًا بين بولوني وأوتيويل، بالإضافة إلى قوة مسيطرة على مشجعي كاجوال فِرم وكوماندو لوبارد وميليس باريس. في ديسمبر 2009، اشتعلت الأعمال العدائية مرة أخرى في مباراة خارج أرضه في بوردو، عندما أظهر أحد أعضاء بولوني علمًا عليه صليب قلطي بينما كان محاطًا بمشجعي أوتيويل، الذين هاجموه بعد ذلك. اتضح أنه شخصية مؤثرة في نادي بولوني بويز ووعد بالانتقام من أوتيويل.

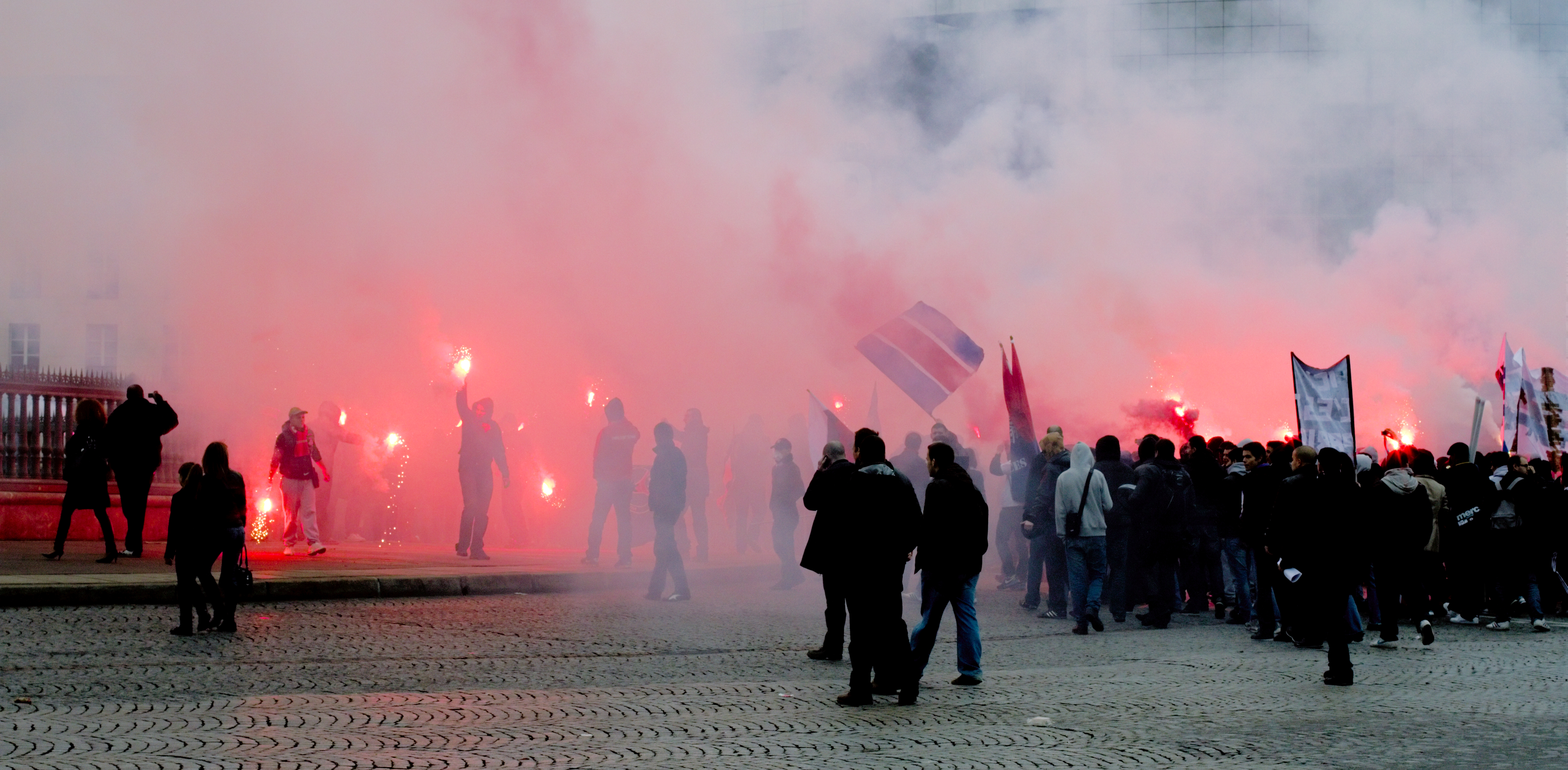
مشجعو فريق باريس سان جيرمان يتظاهرون ضد النادي في مارس 2011.

تعرض أعضاء سوبراس أوتويل للهجوم من قبل مشجعي بولوني في ليل في يناير 2010. بعد أيام، خلال المباراة التالية ضد موناكو في بارك دي برينس، سخر مشجعو نادي بولون من سوبراس أوتويل بالهتاف «سوبراس، سوبراس، لقد مارسنا الجنس معك». على عكس دجلة ميستيك في 2005–06، حظي سوبراس أوتويل بدعم جرينتا وأوثينتيكس.
اندلعت اشتباكات بين المدرجات مرة أخرى في فبراير 2010 قبل مباراة ضد مارسيليا. وبعد هجوم آخر من مشجعي بولوني، قادت مجموعات أوتويل المذكورة أعلاه هجومًا مضادًا بلغ ذروته بإعدام عضو نادي بولونيا يان لورانس. ورد النادي على الفور بمنع جميع مشجعيه من السفر إلى المباريات خارج أرضهم.
في أبريل 2010، قامت الحكومة الفرنسية بحل خمس مجموعات من مشجعي باريس سان جيرمان: كوماندو لوبارد وميليس باريس في بولون، وسوبراس أوتويل وجرينتا في أوتويل، وأوثينتيكس في مدرج باريس. بدأ رئيس باريس سان جيرمان روبن لوبرو العمل على خطة لمكافحة العنف تسمى Tous PSG (كل باريس سان جيرمان) في مايو 2010. وأصبحت تُعرف باسم خطة ليبروكس.
نظمت مجموعات أوتويل لوتيس فالكو وكريك وكارسود مسيرة سلمية ردًا على ذلك. في 15 مايو 2010، نزل حوالي 1000 من المؤيدين إلى بارك دي برينس قبل آخر مباراة للنادي في موسم 2009–10 ضد مونبلييه في نفس اليوم. خلال المباراة، أظهرت مجموعات من أوتويل وبولون آخر عمل من أعمال التحدي، حيث ألقت مئات من الشماريخ الحمراء على أرض الملعب، مما أجبر على إيقاف اللعب لعدة دقائق. كما رفعت لوتيس فالكو لافتة كتب عليها ببساطة «هذه هي النهاية». بالنسبة لاثنتي عشرة من هذه المجموعات، كان هذا آخر ظهور لها في الملعب حيث قررت حل نفسها بعد ذلك بسبب القمع الشديد والاضطهاد الإعلامي: كاجوال فيرم، جافروش، لاياش، باريس أساسس كلوب، رينجرز، سيكشن سيجون وتيفو إي ستوبيدو من بولون؛ كريك ولوتيس فالكو وجبابرة من أوتويل؛ لواء باريس و قوة باريس من موقف باريس.

### خطة ليبروكس

#### الحرية لحركة الألتراس
في مايو/أيار 2010، تم تنفيذ خطة ليبرو، التي كانت بمثابة نهاية لـ13 ألف مشجع تجمعوا في أوتويل وبولون، وكان من بينهم 400 فقط من المشجعين المشاغبين. وقد جعلت هذه الخطة باريس سان جيرمان وملعب بارك دي برينس يدفعان الثمن من حيث الأجواء، حيث أصبح أحد أكثر الملاعب الأوروبية إثارة للخوف الآن هادئا. وشكل العديد من المشجعين الذين جمدهم النادي مجموعة أطلقت على نفسها اسم «الحرية لحاملي التذاكر الموسمية» وقاطعوا المباريات حتى يتمكنوا من اختيار مكان الجلوس مرة أخرى.
في غضون ذلك، واصل النادي إصلاح أوتويل وبولون، بإزالة الجداريات واللوحات التذكارية التي صنعها المتعصبون. حضر 22،689 متفرجًا أول مباراة لباريس سان جيرمان في موسم 2010–11، وظل الحضور منخفضًا. بحلول يناير 2011، سمح باريس سان جيرمان لمجموعات المشجعين بالتواجد في المدرجات مرة أخرى، طالما وافقوا على الميثاق 12، وهي قائمة من القواعد واللوائح الصارمة. وقعت عليه مجموعات صغيرة قليلة وعادت إلى الملعب، لكن لم يفعل أي من جمعيات أوتويل أو بولون السابقة ذلك. كما أقام باريس سان جيرمان شراكة مع منظمة مناهضة العنصرية إس أو إس ريسزم للمساعدة في إدارة الأمن في المباريات وتتبع أي سلوك عنصري.
في مايو 2011، وقبل موسم 2011–12، اشترت قطر نادي باريس سان جيرمان من خلال شركة قطر للاستثمارات الرياضية. وارتفعت مستويات الحضور بفضل التعاقدات الضخمة مثل خافيير باستوري ومشروع دوري أبطال أوروبا الواعد الذي سيجعل من باريس سان جيرمان فريقا أوروبيا كبيرا. رحبت صحيفة الحرية للمشتركين بالمالكين القطريين وجهودهم، لكنها أكدت أن النادي الكبير لا شيء بدون قاعدته الجماهيرية.

#### الألتراس وفريق السيدات
بين عامي 2010 و2016، ومع استحالة تشجيع فريق الرجال على أرضه أو خارجه، اتجه المشجعون إلى فريق باريس سان جيرمان للسيدات، وبدرجة أقل إلى فرق أكاديمية باريس سان جيرمان، وهي الحالة النادرة للغاية التي تحضر فيها مجموعات المشجعين مباريات فريق السيدات في ناديهم. الحرية للمشتركين ونوتيشيا، اللتان كانتا من بين عدة مجموعات أعادت توحيد أنصار بولوني وأوتويل، كانتا وراء هذه المبادرة. كما حضر مشجعو باريس سان جيرمان أحيانًا مباريات كبيرة لفريق كرة اليد التابع للنادي.
على عكس بعض المشجعين الذين قرروا تشجيع أندية باريسية أخرى مثل باريس إف سي أو كريتاي، لاحظت الحرية للمشتركين ونوتيسيا عدم وجود الكثير من الحماس حول السيدات واختاروا البقاء مع باريس سان جيرمان من خلال دعمهن في فرنسا والخارج، من مواجهات الدوري ضد منافسه ليون إلى نصف نهائي دوري أبطال أوروبا للسيدات ضد فولفسبورج والنهائي الكبير في برلين، حيث خسروا بصعوبة أمام آينتراخت فرانكفورت (2–1).
في البداية كان هذا زواج مصلحة، ولكن في الحقيقة بدأ المشجعون يستمتعون بدعم النساء لثلاثة أسباب رئيسية: قربهم مقارنة بالرجال، وقدرتهم على الاقتراب بسهولة من اللاعبات؛ وتقديرهم للجماهير، وشكرهم دائمًا بعد كل مباراة؛ وتضامنهم مع حركة المشجعات، ودعمهم علنًا للعودة إلى بارك دي برينس لمباريات فريق الرجال في المقابلات ووسائل التواصل الاجتماعي، على عكس اللاعبين الرجال الذين كانت اتصالاتهم أكثر سيطرة من قبل النادي.

### مجموعة ألتراس باريس (كوب)

#### العودة إلى بارك دي برينس

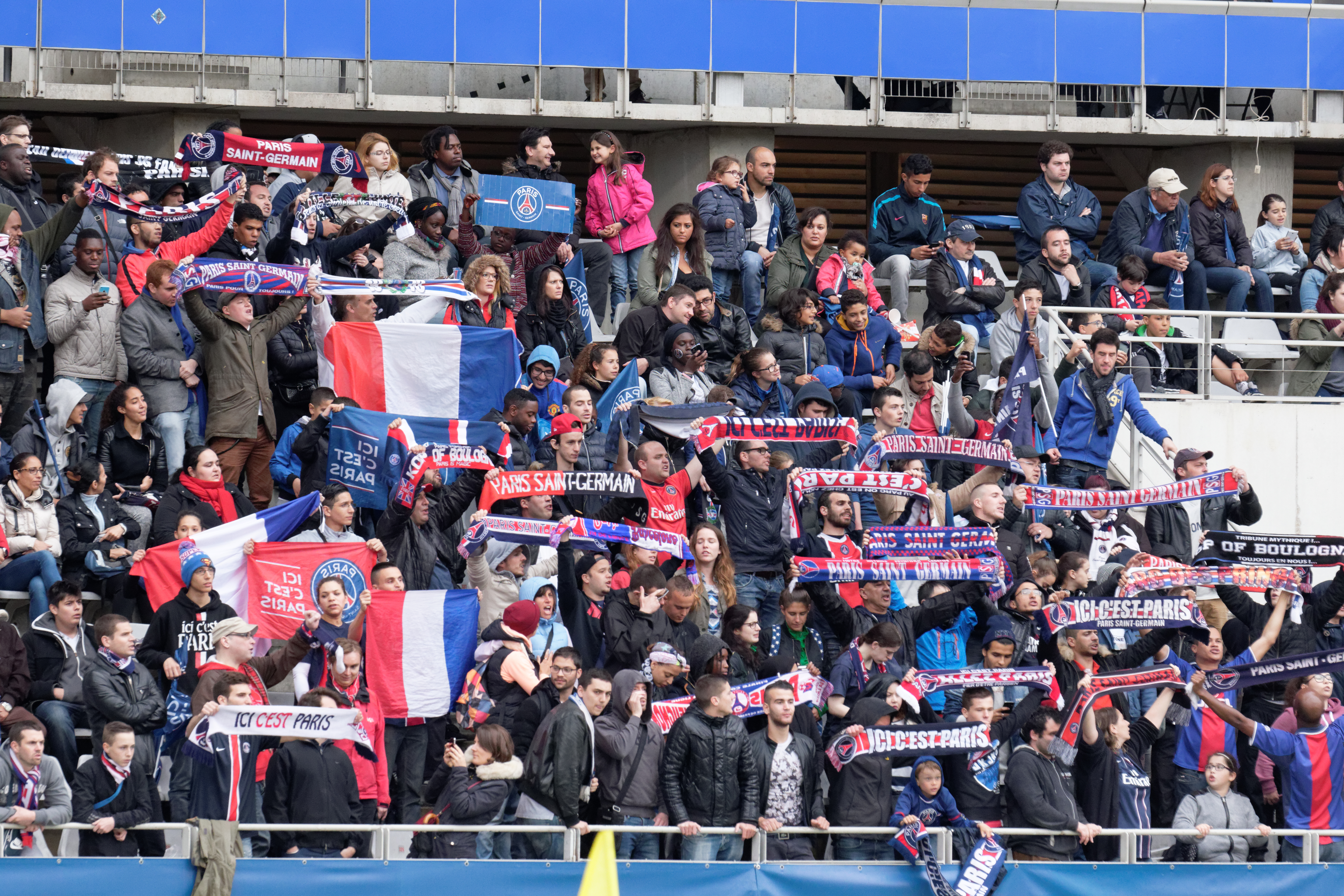
جماهير نادي باريس سان جيرمان يهتفون لفريق السيدات في نصف نهائي دوري أبطال أوروبا أمام فولفسبورغ في أبريل 2015.

بدأت حركة المشجعين المتطرفين الباريسيين في إعادة التجمع ببطء. التقت مجموعات المشجعين المتبقية بالفريق في ملعب التدريب كلما أمكن ذلك وذهبت إلى مباريات خارج أرضها، عادةً خارج فرنسا. ثم انضمت العديد من هذه الجمعيات وشكلوا مجموعة ألتراس باريس (كوب) في فبراير 2016 بهدف العودة إلى بارك دي برينس. كانت المجموعات المعنية هي الجمعيات المرتبطة بفيراج أوتويل كيه–سوسي تيم و ميكروبات باريس و بارياس كوهورتيس و كارسود، بالإضافة إلى تلك التي تم إنشاؤها بعد تنفيذ خطة Leproux: الحرية للمشتركين و قائمة نيرا باريس و نوتيسيا و لو كومبات كونتينيو. تمت دعوة مجموعات كوب بولوني السابقة أيضًا، لكنها رفضت المشاركة في مبادرة كوب ككيان. على الرغم من ذلك، فإن مشجعي بولون السابقين موجودون في كوب كأفراد. تم انتخاب رومان مابيل، عضو فريق كيه–سوسي، رئيسًا لكوب بعد أسابيع قليلة من تأسيسها.
اتفق باريس سان جيرمان وكأس فرنسا لأول مرة على العودة إلى ملعب بارك دي برينس للفوز 2–0 على بوردو في الدوري المحلي في أكتوبر 2016. تم السماح لحوالي 150 من المشجعين المتعصبين بالدخول إلى مدرج أوتويل بعد ست سنوات من الغياب. اعتقادًا منهم أن قلة الدعم كانت مسؤولة جزئيًا عن خروجهم المبكر من دوري أبطال أوروبا، دفع رئيس باريس سان جيرمان ناصر الخليفي ولاعبون بارزون، بما في ذلك قائد الفريق تياجو سيلفا، إلى عودة الألتراس. ولكن النتيجة لم تكن على حالها، حيث عانى باريس سان جيرمان من «الريمونتادا» المشؤومة ضد برشلونة في مارس/آذار 2017. استقبل المشجعون المتعصبون اللاعبين في مطار باريس لو بورجيه بمنع سياراتهم من المرور وإهانتهم لفظيًا. حتى أن لاعب خط الوسط الإيطالي تياجو موتا أسقط أحد المشجعين الذي كان يقف في طريقه.
كما واصل المشجعون أيضًا دعم الجانب النسائي تحت راية كأس الاتحاد. خلال حملة النادي في دوري أبطال أوروبا للسيدات 2016–17، كانوا في ملعب بارك دي برينس لربع النهائي ونصف النهائي ضد بايرن ميونيخ وبرشلونة على التوالي. ثم سافر 300 مشجع إلى كارديف في يونيو 2017 لتشجيع الفريق في المباراة النهائية، والتي خسرها باريس سان جيرمان أمام ليون بركلات الترجيح (0–0؛ 7–6 بركلات الترجيح).

#### التوترات الداخلية والمقاطعة
انضمت مجموعتان جديدتان، بورت 411 وأوربان باريس، إلى كوب في أبريل 2017. ومع ذلك، ظهرت الشقوق الأولى في الشهر التالي. غادرت ليستا نيرا باريس وميكروبس باريس المجموعة في مايو 2017 بسبب الخلافات الداخلية وحلت نفسها، بينما تم استبعاد كارسود منها. وعلى الرغم من ذلك، سمح النادي للألتراس بحمل تذاكر الموسم معًا في نهاية أوتويل في أغسطس 2017، لأول مرة منذ عام 2010. ثم مُنح كوب الإذن بإعادة رسم الجداريات داخل ممرات فيراج أوتويل في يونيو 2018. بدأ المشجعون في صنعها في عام 2005، ولكن تم محوها في عام 2010 كجزء من خطة ليبروكس. أشادت هذه اللوحات بمجموعات المشجعين والأعضاء المتوفين واللاعبين السابقين.
كما سمح نادي باريس سان جيرمان لكوب بنشر لافتة المجموعة الخاصة على لوحات الإعلانات في الجزء العلوي من أوتويل في أغسطس 2018. ومن بين أبرز الأحداث الأخرى التي تم إطلاقها كانت صورتين من دراغون بول تظهران غوكو وشينلونج للترحيب باللاعبين في فبراير 2018 وأكتوبر 2019. على الجانب السلبي، بعد انهيار آخر في دوري أبطال أوروبا في مارس 2019، هذه المرة ضد مانشستر يونايتد، اقتحم المشجعون المتعصبون جلسة تدريبية في بارك دي برينس، وشرعوا في إطلاق صيحات الاستهجان وإهانات اللاعبين.
عادت التوترات بين النادي ورابطة المشجعين في أواخر أكتوبر 2019، عندما أعلنت الأخيرة مقاطعة جميع المباريات حتى إشعار آخر بعد، وفقًا لبيان المجموعة، «عمل استفزازي آخر دبره أشخاص لم يستوعبوا أبدًا عودة المشجعين». ثم احتج فريق رابطة المشجعين أمام مقر النادي وتخطوا المباراة التالية للفريق، وهو القرار الذي نسخته مجموعتا بولوني بلوك باريزي ونهضة بانامي. طالب المشجعون المتشددون برحيل شركة الأمن أوليبس من مدرج أوتويل وموظفين اثنين من باريس سان جيرمان، بما في ذلك جيروم سورسين، مساعد مدير الأمن في النادي وعضو سابق في كوب بولوني. في نوفمبر 2019، أعلن النادي عن انتهاء تعاونه مع أوليبس، لكنه أبقى على الموظفين المستهدفين من قبل مشجعيهم المتشددون. ومع ذلك، أنهت رابطة المشجعين المتشددون مقاطعتها.

#### جدل كافاني وذكرى أوتوي

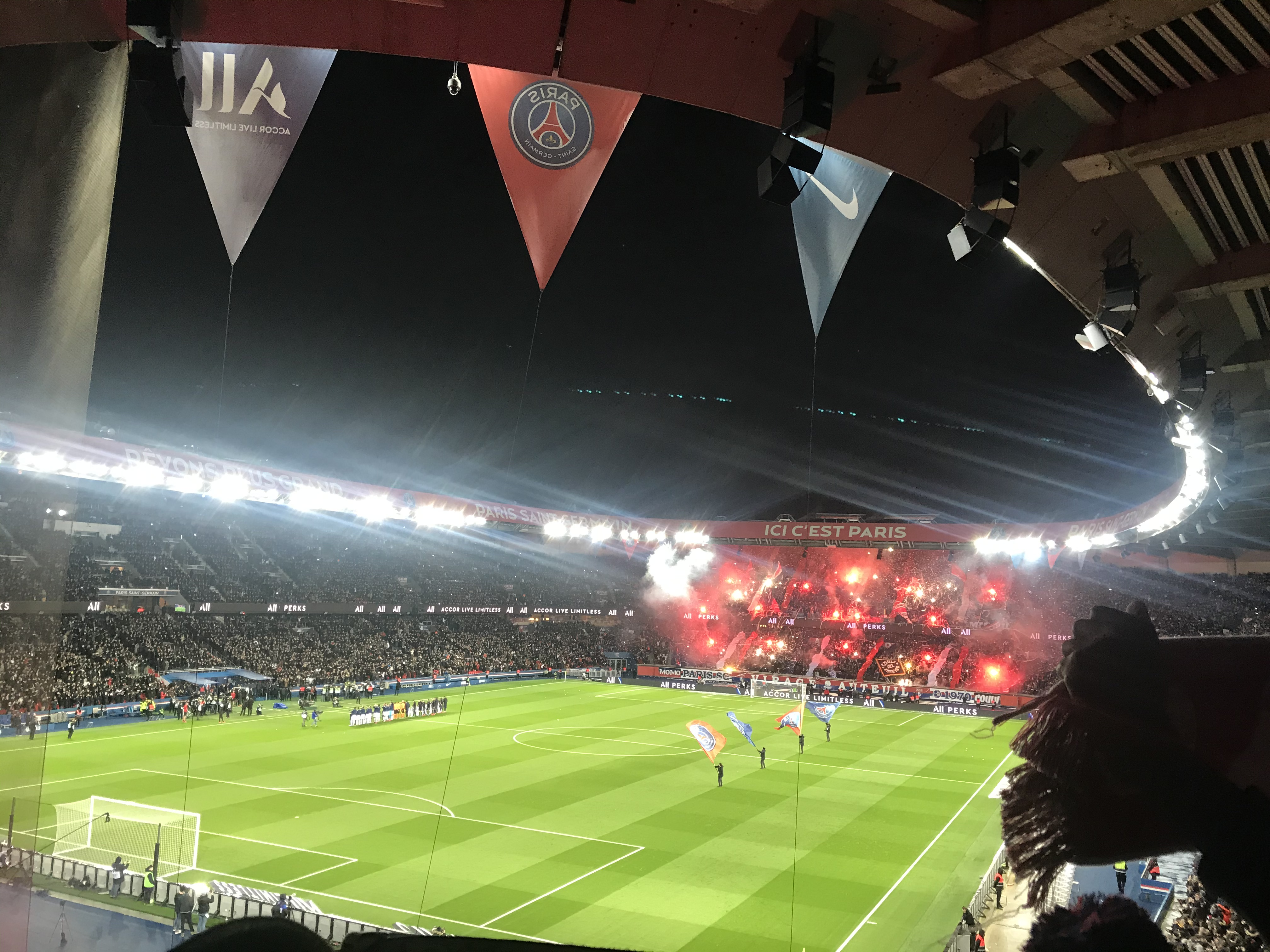
عرض رائع لكأس فرنسا أمام ليون في ملعب بارك دي برينس في فبراير 2020.

تم حل المجموعة الفرعية فيرفور باريزيان (المعروفة سابقًا باسم بورت 411) التابعة لكوب من قبل الحكومة الفرنسية في ديسمبر 2022 بسبب سجل إجرامي واسع النطاق والتسبب في العديد من الإصابات. وكانوا قد شاركوا بشكل ملحوظ في مشاجرة المشجعين في ستاد شارليتي في سبتمبر 2021 خلال مباراة كأس فرنسا بين باريس إف سي وليون، والتي بسببها منعهم باريس سان جيرمان من اللعب في ملعب بارك دي برينس لعدة مباريات. كما أدرج المرسوم عشرين عملاً آخر من أعمال العنف، بما في ذلك إتلاف الممتلكات وحيازة الأسلحة النارية، والتي ارتكبت بين نوفمبر/تشرين الثاني 2019 وأكتوبر/تشرين الأول 2022.
لكن استقالة مابيل كانت لها علاقة أكبر بموقفه من نجم باريس سان جيرمان إدينسون كافاني، الذي أدى خروجه المثير للجدل من النادي إلى انقسام داخل النادي. ورفض كافاني، الذي يحظى باحترام جماهير باريس سان جيرمان، تمديد عقد قصير الأمد للعب المباريات المتبقية من دوري أبطال أوروبا 2019–20 الذي ضربه فيروس كورونا مع الفريق. وبعد أن شعر بالظلم من جانب النادي، غادر دون أن يعترف بوقته مع باريس سان جيرمان أو حتى يشكر المشجعين. قال كافاني وداعه في النهاية، لكن القرار الأحادي الجانب الذي اتخذته مجموعة فرعية من رابطة الأندية المحترفة بالإشادة بالمهاجم الأوروغواياني بلافتة كان بمثابة القشة الأخيرة بالنسبة لمابيلي، الذي كان من بين المعارضين لتكريمه. تم انتخاب نيكولاس بوفريدو، وهو أحد أعضاء فريق كيه–سوسي مثل مابيل، كرئيس جديد بعد بضعة أيام. انضم إلى الحركة المتطرفة في العقد الأول من القرن الحادي والعشرين، وأصبح عضوًا في سوبراس أوتويل في عام 2002. وعلى نحو مماثل، أصبح بوفريدو أحد الأعضاء المؤسسين لفريق كيه–سوسي في عام 2007 وفريق كوب في عام 2016.
في 20 نوفمبر 2021، نشرت كوب تيفو متعدد الأجزاء وأشعلت عددًا لا يحصى من الشماريخ خلال مباراة باريس سان جيرمان على أرضه ضد نانت للاحتفال بالذكرى الثلاثين لمنصة فيراج أوتويل المخصصة للمشجعين، والتي تم إنشاؤها في خريف عام 1991 مع ولادة سوبراس أوتويل، مجموعة المشجعين التي كانت أصل حركة المشجعين في ذلك الطرف من بارك دي برينس. اليوم، تم استيعاب سوبراس بواسطة فريق كيه–سوسي، المجموعة الفرعية الرائدة في كوب. أشاد التيفو بسوبراس أوتويل و لوتيس فالكو و دجلة ميستيك، وهي الجمعيات الرئيسية الثلاث للمشجعين في المدرج قبل إنشاء كوب، بالإضافة إلى جميع المجموعات السبع التي تشكل حاليًا جزءًا من المدرج: كيه–سوسي تيم و لو كومبات كونتينيو و الحرية للمشتركين و نوتيسيا و بارياس كوهورتيس و بورت 411 و باريس الحضرية. في نهاية المباراة، ذهب اللاعبون وماوريسيو بوتشيتينو، المدرب الرئيسي ولاعب باريس سان جيرمان السابق، للاحتفال بالذكرى السنوية مع المشجعين.

#### احتجاجات ضد النادي واللاعبين الرجال
في فبراير 2022، بعد خروج النادي المبكر من كأس فرنسا، أطلقت رابطة الأندية المحترفة سلسلة من الاحتجاجات ضد الإدارة وموقف اللاعبين الذكور مع لافتة كتب عليها «صبرنا له حدود» خلال زيارة باريس سان جيرمان إلى ليل. وتبع ذلك بيان يندد بإدارة النادي، بما في ذلك الخطة الرياضية غير المتماسكة للفريق الرجالي القائمة على تكديس النجوم، وتغيير المديرين باستمرار وغياب أسلوب اللعب، وإهمال أكاديمية باريس سان جيرمان وفريق السيدات من قبل الإدارة.

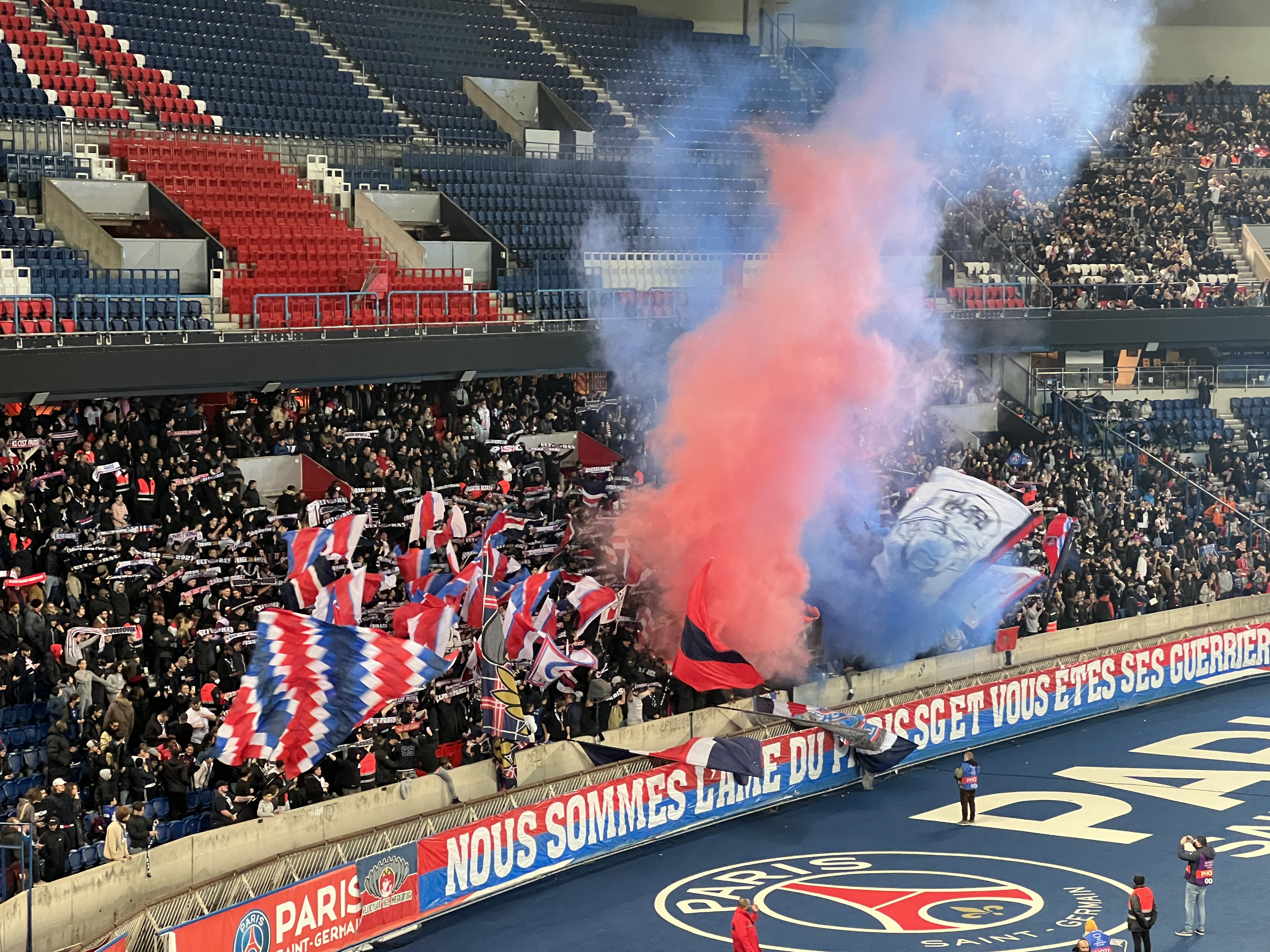
عرض كأس الاتحاد الأوروبي خلال مباراة فريق السيدات ضد بايرن ميونخ في مارس 2022.

استمرت المظاهرات خلال مباراة باريس سان جيرمان على أرضه ضد رين. بعد غياب دام 25 دقيقة، ثم الصمت طيلة الـ20 دقيقة المتبقية من الشوط الأول، رفع المشجعون العديد من اللافتات. «مديرون غير محترمين، ولاعبون بلا رغبة، وقمصان بلا ألواننا. الثلاثية الوحيدة لباريس سان جيرمان هذا الموسم»، هكذا جاء في التعليق الأكثر شمولاً. وتساءلت لافتة أخرى عما إذا كان الوقت قد حان لمغادرة المدير الرياضي ليوناردو أراوجو للنادي، منتقدة إياه لدفع رواتب زائدة للاعبين غير الملتزمين.
اشتدت الاضطرابات بعد خروج باريس سان جيرمان من دور الستة عشر لدوري أبطال أوروبا للمرة الرابعة في ستة مواسم، بعد خسارته أمام ريال مدريد في مارس/آذار. وأصدرت رابطة الأندية المحترفة بيانًا آخر دعت فيه إلى إعادة تنظيم النادي بالكامل، بما في ذلك رحيل الرئيس ناصر الخليفي. خلال مباراة باريس سان جيرمان التالية على أرضه ضد بوردو، استقبل المشجعون المدرب ماوريسيو بوتشيتينو والفريق بالصافرات. بعد أسبوع واحد من مباراة الذهاب أمام موناكو، قام مشجعو الفريق بتجهيز مدرجاتهم الفارغة بلافتة كتب عليها: «مثلكم، نحن في إجازة». وفي مباراة العودة أمام لوريان في أبريل، ظل مشجعو الفريق صامتين طوال المباراة وعرضوا لافتتهم الرئيسية مقلوبة.
وفي خضم الاحتجاجات، انتُخب رومان مابيل رئيسًا لحزب الاتحاد والترقي مرة أخرى، بعد عامين من استقالته. في مواجهة غريمه التقليدي مارسيليا على أرضه، امتنع مشجعو فيراج أوتويل عن دعم اللاعبين. وذهبت بطولة كأس الاتحاد الفرنسي خطوة أبعد من ذلك في أنجيه، حيث غادرت الملعب في الدقيقة 70. وفي المباراة التالية، ضمن باريس لقبه العاشر في الدوري الفرنسي بتعادله مع لانس. ورغم المناسبة، جلس المتعصبون في صمت حتى الدقيقة 75، عندما غادروا للاحتفال باللقب في الخارج بدون اللاعبين.
خلال هذه الفترة، أوقفت لجنة الاتحاد فقط احتجاجاتها نيابة عن فريق السيدات «النموذجي». لقد ذهبوا بأعداد كبيرة إلى ملعب بارك دي برينس لحضور ربع نهائي دوري أبطال أوروبا للسيدات 2021–22 ضد بايرن ميونيخ في مارس، ثم لحضور نصف النهائي ضد ليون في أبريل. في المباراة الأخيرة، كان المشجعون جزءًا من الرقم القياسي للنادي الذي بلغ 43،254 متفرجًا. قبل انطلاق المباراة، رفعوا لافتة كتب عليها: «فخورون بألواننا وفخورون بلاعباتنا».
وأخيرًا، قررت رابطة المشجعين دفن الأحقاد خلال آخر مباراة لباريس سان جيرمان في الموسم ضد ميتز في بارك دي برينس في مايو/أيار. ومع ضمانات من النادي بشأن تغييرات جادة للموسم المقبل، بما في ذلك تجديد عقد كيليان مبابي، رفعت الجماهير اللافتة الرئيسية في المكان المناسب وشجعت الفريق في الشوط الثاني. كان تكريمهم الأول مخصصًا لأسطورة باريس سان جيرمان الراحل أنخيل دي ماريا بعد سبعة مواسم ورقم قياسي للنادي بلغ 112 تمريرة حاسمة.

#### تغييرات في كوب تزيد من صراعات النادي
تم حل المجموعة الفرعية فيرفور باريزيان (المعروفة سابقًا باسم بورت 411) التابعة لكوب من قبل الحكومة الفرنسية في ديسمبر 2022 بسبب سجل إجرامي واسع النطاق والتسبب في العديد من الإصابات. وكانوا قد شاركوا بشكل ملحوظ في مشاجرة المشجعين في ستاد شارليتي في سبتمبر 2021 خلال مباراة كأس فرنسا بين باريس إف سي وليون، والتي بسببها منعهم باريس سان جيرمان من اللعب في ملعب بارك دي برينس لعدة مباريات. كما أدرج المرسوم عشرين عملاً آخر من أعمال العنف، بما في ذلك إتلاف الممتلكات وحيازة الأسلحة النارية، والتي ارتكبت بين نوفمبر/تشرين الثاني 2019 وأكتوبر/تشرين الأول 2022.

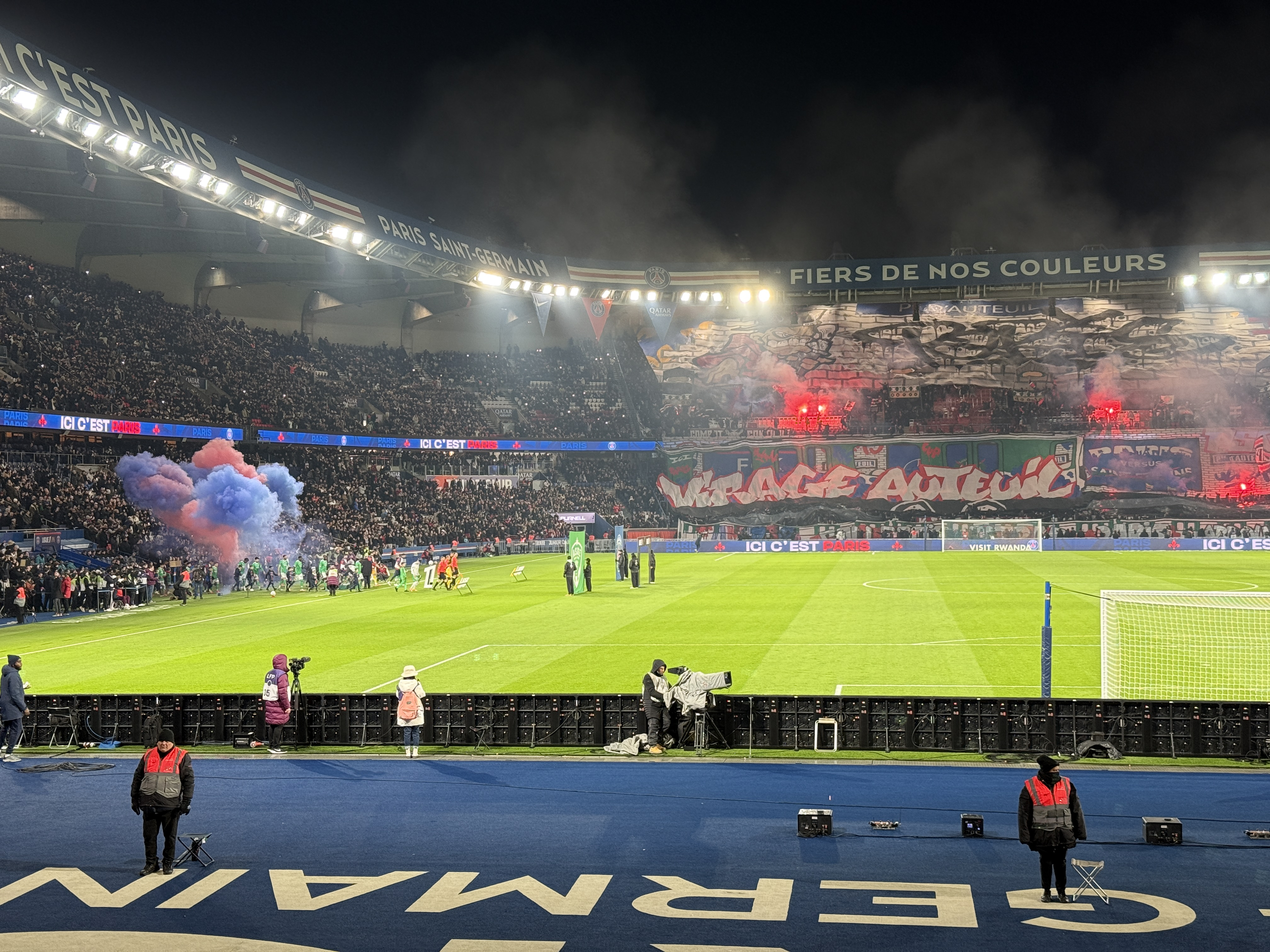
تستقبل بطولة كأس فرنسا فريق باريس سان جيرمان قبل مباراته ضد سانت إتيان في يناير 2025.

في مايو 2023، وبعد سلسلة النتائج السيئة التي حققها باريس سان جيرمان منذ بداية العام بالإضافة إلى المشاكل خارج الملعب، وأبرزها رحلة ليونيل ميسي غير المصرح بها إلى المملكة العربية السعودية والإيقاف اللاحق، تجمعت رابطة مشجعي برشلونة خارج مقر النادي مطالبة مجلس الإدارة بالاستقالة. وكان نجوم الفريق ميسي ونيمار ومدرب الفريق الأول كريستوف جالتييه ورئيس النادي ناصر الخليفي هدفا أيضا لانتقادات. واحتج مشجعون آخرون خارج منزل نيمار، ما أدى إلى إلغاء النادي تذاكر كأس الاتحاد لرحلة الفريق خارج أرضه إلى تروا. وتعهدت مجموعات الألتراس بمقاطعة جميع المباريات حتى إشعار آخر، لكنها تراجعت بسرعة عن قرارها بعد أن أكدت لها اجتماعات مع قيادات النادي حدوث تغييرات إيجابية في المستقبل، بما في ذلك إعادة قميص باريس سان جيرمان التاريخي على أرضه، وتذاكر متاحة لمجموعات الألتراس في منصة مكان التذاكر، وخطة رياضية متماسكة تركز على التعاقد مع لاعبي الفريق بدلاً من الأسماء الكبيرة.
ومع ذلك، خلقت هذه الاحتجاجات الأخيرة خلافات لا يمكن التوفيق بينها داخل كوب. أرادت بعض المجموعات تبني نهج أكثر تطرفًا، بينما خافت مجموعات أخرى من الاستبعاد من الملعب. في أبريل 2022، بعد اجتماع عاصف، قامت المجموعة الفرعية الرائدة كيه–سوسي تيم، بدعم من بارياس كوهورتيس و لو كومبات كونتينيو، بإزالة الحرية للمشتركين (LPA) ونوتيسيا، وهما اثنان من الأعضاء المؤسسين الآخرين، من المجموعة. أعلنت نوتيسيا عن حل نفسها في يوليو 2023، بينما فعلت LPA ذلك في أغسطس 2023. قالت كوب، ردًا على بيان نوتيسيا، إنها «لن تسمح أبدًا بعودة الغرغرينا الشغب في باريس». انضمت المجموعة الفرعية الجديدة طاقم بيريز إلى كوب في يوليو واحتلت مكان LPA المادي في المدرجات في أغسطس.
في نوفمبر 2024، قامت رابطة الاتحاد والترقي برفع تيفو لدعم فلسطين بشأن صراعها مع إسرائيل قبل مباراة دوري أبطال أوروبا ضد أتلتيكو مدريد في بارك دي برينس. انتقدت الحكومة الفرنسية التيفو، الذي كان مصحوبًا بلافتة «فلسطين الحرة» ورسالة أسفلها تقول: «حرب على أرض الملعب، ولكن السلام في العالم». صرح باريس سان جيرمان بعد المباراة أنه لم يكن على علم بخطط كأس الاتحاد الأوروبي، مضيفًا أنه «يعارض بشدة أي رسالة ذات طبيعة سياسية». ثم منع النادي مشجعيه من نشر التيفو لبقية عام 2024. ومع ذلك، أعلن الاتحاد الأوروبي لكرة القدم أن باريس سان جيرمان لن يواجه إجراءات تأديبية لأنه يحظر فقط الرسائل السياسية التي تعتبر مهينة أو استفزازية.

### مجموعات جديدة في بولون

#### التعايش مع مجموعة ألتراس باريس (كوب)
وُلدت مجموعة بلوك باريزي، أول مجموعة مشجعين لبولون منذ خطة ليبرو، في سبتمبر 2017. وانضمت إليهم مجموعة بانام ريبيرث في عام 2018 ومجموعة ريزيستانس باريزيان في عام 2019. تحاول هذه المجموعات الجديدة إقناع النادي بإعادة إطلاق كوب بولون، بنفس الطريقة التي فعلوها مع فيراج أوتويل ومجموعة ألتراس باريس. لم يعترف بهم باريس سان جيرمان رسميًا خوفًا من إثارة حرب جديدة بين بولون وأوتويل.
اعتقدت كوب في البداية أن بلوك باريزي، مثل مجموعات بولون السابقة، تتكون من متطرفين من أقصى اليمين وعنصريين. أدت التبادلات خلال المباريات خارج الأرض إلى تهدئة الموقف حيث أدركت كوب أن بلوك لديها موقف غير سياسي وغير ديني ومناهض للعنف، وأن أعضائها عرب وسود وبيض. تعاونت كلتا الجمعيتين خلال مباراة دوري أبطال أوروبا بين باريس سان جيرمان وريال مدريد في بارك دي برينس في مارس 2018. وتجمع العديد من أعضاء كوب في مدرج بولون للهتاف إلى جانب بلوك.

#### الخلافات مع النادي والإيقاف
في يوليو 2019، بعد أن فرض باريس سان جيرمان عليهم وضعًا عشوائيًا، احتج فريق بانام ريبيرث على هذا الإجراء من خلال نشر لافتة على شارع بوليفارد بيريفيريك كتب عليها «قمعك لن يوقف طموحنا». كما أدانت إدارة النادي ووسائل الإعلام لافتتين مثيرتين للجدل من فريق ريبيرث. وكانت الرسالة الأولى موجهة إلى شاكيرا، زوجة مدافع برشلونة جيرارد بيكيه، قبل مواجهة باريس سان جيرمان ضد الفريق الإسباني في مارس/آذار 2021. أقامت الرسالة الجنسية («شاكيرا لا جونكيرا») رابطًا بين المغنية الكولومبية ومدينة كاتالونية على الحدود الفرنسية معروفة بمراكز الدعارة.
في نوفمبر 2021، أوقف النادي الجمعيات الثلاث في بولون خوفًا من عودة اليمين المتطرف. مُنعت بانامي ريبيرث وريزيستانس باريزيان من دخول بولون لمدة ستة أشهر، بينما مُنعت بلوك باريزي من دخول بارك دي برينس ومن السفر لمدة عام. جاء هذا الإيقاف بعد عدة أحداث في الملعب؛ لافتة بلوك باريزي التي تم نشرها ضد ليون في سبتمبر في إشارة إلى محاولة فاشلة لمحاربة جماهير ليون، والوجود الأخير لملصقات كوب أوف بولون في المدرجات، وأخيرًا سرقة قماش بانامي ريبيرث ضد آر بي لايبزيغ في أكتوبر. خلال هذا الاعتداء، الذي زعمت كوب أوف بولون مسؤوليته عنه، أطلق المهاجمون إهانات عنصرية.
نتيجة لذلك، حلت حركة بانامي ريبيرث نفسها في ديسمبر 2021. واصلت كتلة باريسي وحركة المقاومة الباريسية عملياتهما على الرغم من تخصيص المقاعد بشكل عشوائي بالإضافة إلى حظر الهتاف والوقوف في المدرجات.

## الشغب والعنصرية

### من قراصنة الكوماندوز إلى كارسود
كان معظم أنصار كوب بولون (كوب) من الرجال البيض الفقراء الساخطين الذين جعلوا من هذا الموقف نقطة التقاءهم بفضل رسوم الدخول المنخفضة. وقد تأثر بعضهم بالثقافة الإنجليزية غير الرسمية. تتميز هذه الثقافة بالشغب وارتداء الملابس باهظة الثمن، وقد تم تصديرها من قبل مشجعي ليفربول في أواخر السبعينيات وأوائل الثمانينيات. ونتيجة لذلك، تطورت قاعة المؤتمرات لتصبح موطنًا للعنف والبلطجة الفرنسية في منتصف الثمانينيات. كان لا بد من نقل المشجعين المنافسين، الذين كانوا يجلسون دائمًا في بولون، عبر الملعب إلى أوتويل، الذي أصبح المدرج المخصص للضيوف حتى عام 1991. دفع هذا مشجعي كوبنهاغن إلى تشكيل مجموعات خارجية تتسلل عبر المدرجات وتهاجم الزوار.
تأسست أول مجموعة مشجعين في باريس سان جيرمان، وهي قراصنة الكوماندوز، في عام 1986، وتلتها فايربيرد في وقت لاحق من نفس العام. بعد أن تسلل المتطرفون اليمينيون الفرنسيون إلى مدرج بولون منذ منتصف الثمانينيات، أصبح المدرج عنصريًا بشكل صريح في عام 1989 مع إنشاء بيتبول كوب بواسطة الناشط السياسي اليميني المتطرف سيرج أيوب، الذي دعا إلى العنف والتفوق الأبيض. نتيجة لذلك، تحول ملعب «كوب» إلى مدرج مخصص للبيض فقط، مع هتافات عنصرية (مثل «فرنسا للفرنسيين»)، وعلامات، وتحية نازية كسمات منتظمة. انحلت فرقة بيتبول كوب بسرعة في عام 1992، لكن إرثها العنصري استمر في المدرجات.
تأسست قوات الجيش في عام 1991 وشاركت في حادثة كاين في عام 1993. كانت هذه واحدة من أحلك لحظات كرة القدم الفرنسية، حيث أدت إلى حل فرق كوماندوز بايرت، وأرمي كوربس، وفايربيردز على يد وزيرة الرياضة الفرنسية ميشيل أليوت ماري. سرعان ما ملأت شركتا كاجوال فِرم وإنديباندانتس بولون روج هذا الفراغ في ديسمبر 1993. كانت هذه المجموعات وراء أعنف الأحداث في تسعينيات القرن العشرين. قامت شركة إنديباندانتس بولون روج بحل نفسها في عام 2000، ولكن انضمت إليها لاحقًا شركة كوماندو لوبارد في عام 2003 وشركة ميليس باريس في عام 2006. تم حل الشركتين الأخيرتين من قبل الحكومة الفرنسية في أبريل 2010، في حين تم حل شركة كاجوال فِرم بعد شهر واحد.
تم إنشاء مدرج فيراج أوتويل المختلط عرقيًا والمناهض للعنصرية من قبل النادي في عام 1991 لمواجهة العنصرية في الملعب، وفي النهاية حل محل مدرج كوب بولون الأقل إثارة للإعجاب والأكثر عنفًا. ومع ذلك، لم يكن أوتويل معفيًا من الشغب، وتم تأسيس أول مجموعة مشجعين له، كارسود، في عام 1994. تحول عدد قليل من أعضاء تيجريس ميستيك، وهي مجموعة مشجعين سلمية تأسست في عام 1993، ببطء إلى مشاغبين أيضًا، حيث اشتبكوا مع بلطجية من فرق أخرى بالإضافة إلى أولئك من كوب وحتى ضد أقران أوتويل كارسود.
على عكس أقرانهم المسيسين في مدرج بولون، بدأ مشجعو أوتويل كمتشددين في العنف الحضري. وبعبارة بسيطة، كانوا غير سياسيين في البداية. مع مرور الوقت، تبنوا أفكارًا يسارية عارضت بشكل جذري ميول حزب العمال اليمينية المتطرفة، ونشأ صراع مميت بين الجناحين خلال العقد الأول من القرن الحادي والعشرين. في يوليو 2006، وبعد عدة أشهر من الاشتباكات مع مشجعي بولوني، أعلن نادي تيجريس ميستيك حل نفسه. كان مشجعو باريس سان جيرمان من بين الأكثر نشاطًا في أوروبا حتى فرض النادي خطة كبرى لمكافحة العنف في عام 2010. تعتبر مجموعة كارسود حاليًا أكثر مجموعات المشجعين المشاغبين شهرة في النادي والتي لا تزال نشطة. تتكون هذه المجموعة من حوالي 40 شخصًا، وقد تم حظرهم من دخول ملعب بارك دي برينس منذ عام 2017.

### الحوادث

#### قبل خطة ليبروكس

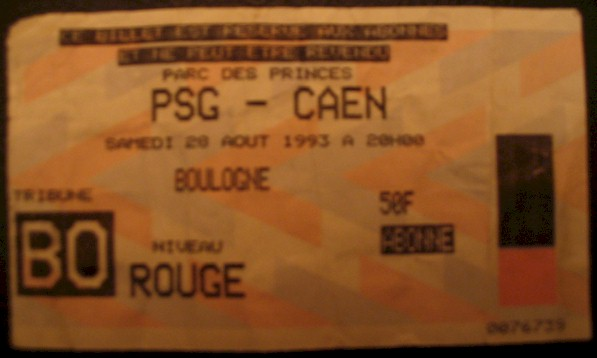
تذكرة مباراة باريس سان جيرمان ضد كان في 28 أغسطس 1993، والتي أصيب خلالها عشرة من ضباط شرطة مكافحة الشغب على يد مثيري الشغب من باريس سان جيرمان.

وقعت أولى حوادث الشغب من جانب مشجعي باريس سان جيرمان خلال مباراة خارج أرضه ضد نانسي في يناير/كانون الثاني 1977. ومنذ ذلك الحين، اشتبكوا مع مشجعي الشغب من جميع أنحاء فرنسا، وأبرزهم مشجعو الفرق الكبيرة مثل سانت إتيان، ونانت، وليون، ونيس، ومارسيليا. كما حارب متطرفو باريس سان جيرمان أيضًا مشجعين من فرق أصغر مثل باستيا وأوكسير ورين وتور. وفي فبراير 1984، اشتبكوا مع مشجعي إنجلترا في مدرجات بارك دي برينس خلال مباراة دولية بين فرنسا وإنجلترا، مما أدى إلى إصابة العشرات.
كان مثيرو الشغب في بولوني وراء العديد من الحوادث العنصرية والاشتباكات مع شرطة مكافحة الشغب. في عام 1991، تعرض المشجعون العرب لهجوم من قبل مشجعي نادي كوبنهاغن. في أغسطس 1993، أثناء مباراة ضد كان، أصيب عشرة ضباط من شرطة مكافحة الشغب على يد مشجعي باريس سان جيرمان. بدأت المشاجرة عندما دخلوا مدينة بولوني لإلقاء القبض على أحد المشجعين. وبمجرد دخولهم، هاجم بلطجية كوبنهاغن رجال الشرطة الذين كانوا أقل عدداً منهم وركلوا أحدهم حتى دخل في غيبوبة. في يناير 2006، اعتدى مشجعو نادي بولون على شابين عربيين خارج مدخل المدرجات خلال مباراة ضد نادي سوشو. في نوفمبر 2006، هاجم ستة من مشجعي نادي كوبنهاغن رجلاً أسود اللون بعد مباراة في مدينة لومان. وحُكم على اثنين من المهاجمين بالسجن. كما أساء المشجعون العنصريون في نادي كوبي أيضًا إلى بعض لاعبيهم غير البيض، وأبرزهم برنارد لاما وجورج وياه وفيكاش دوراسو.
وشهد التقدم في المنافسة الأوروبية خلال تسعينيات القرن العشرين والعقد الأول من القرن الحادي والعشرين المزيد من القتال الشرس. اشتبك مشجعو باريس مع مشجعي يوفنتوس، أندرلخت، جالطة سراي، تشيلسي، آرسنال، بايرن ميونيخ، رينجرز، سيسكا موسكو، هابويل تل أبيب وتفينتي. والأسوأ من ذلك هو أن أنصار النادي أنفسهم انقلبوا على بعضهم البعض أيضًا. وفي أعقاب وفاة اثنين من مشجعي باريس سان جيرمان، نفذ النادي خطة لمكافحة العنف في مايو/أيار 2010. يُطلق عليه رسميًا اسم Tous PSG (كل باريس سان جيرمان)، ولكن يُعرف بين المشجعين باسم خطة ليبروكس (في إشارة إلى رئيس باريس سان جيرمان روبن ليبروكس)، وقد نفى جميع مجموعات المشجعين من بارك دي برينس ومنعهم من حضور جميع مباريات النادي.

#### بعد خطة ليبروكس

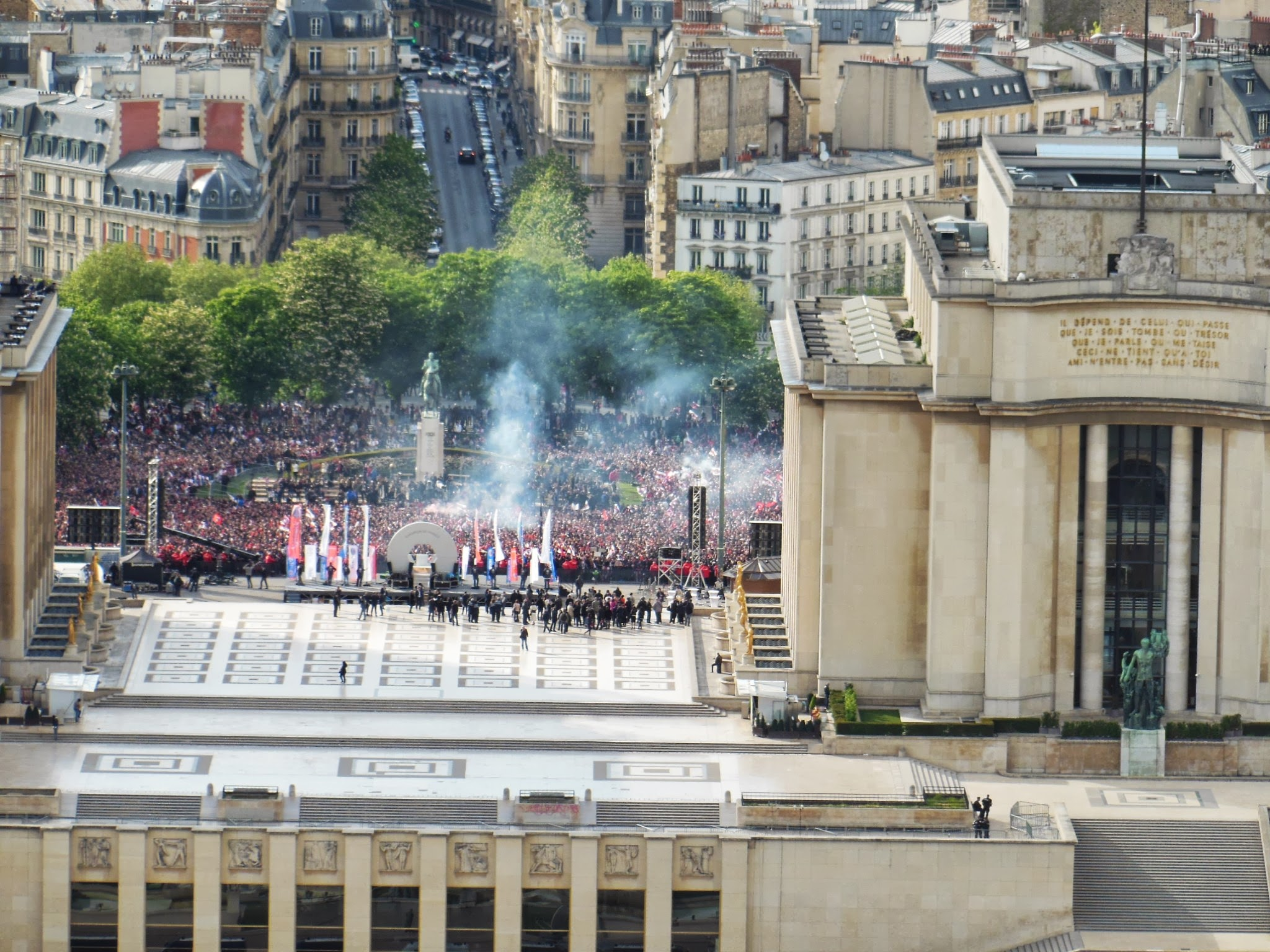
حفل لقب باريس سان جيرمان الفاشل في عام 2013.

انخفضت أعمال العنف بين المشجعين إلى حد كبير بعد خطة ليبروكس، لكن الحوادث لا تزال تحدث. في مايو 2013، توقفت احتفالات النادي بلقب الدوري في ساحة تروكاديرو بعد قتال بين مشجعي باريس سان جيرمان وشرطة مكافحة الشغب، مما أسفر عن إصابة 30 شخصًا واعتقال 21 شخصًا. في أغسطس 2012، شهد تقديم زلاتان إبراهيموفيتش اشتباكات بين الفصائل المتنافسة من أنصار باريس سان جيرمان. بين عامي 2010 و2016، تشاجر مشجعو باريس سان جيرمان أيضًا مع مشجعي دينامو زغرب وباير ليفركوزن وتشيلسي. بعد سنوات من المظاهرات ضد خطة ليبروكس، شكلت العديد من مجموعات المشجعين مجموعة أولتراس باريس (كوب) في فبراير 2016. سمح النادي بعودته التي طال انتظارها في أكتوبر 2016 بفوز باريس سان جيرمان 2–0 على أرضه في الدوري على بوردو.
وقعت أولى الحوادث منذ عودتهم في أبريل/نيسان 2017. ألحق مشجعو باريس سان جيرمان أضرارًا بمناطق من الملعب الذي يستضيف نهائي كأس الرابطة الفرنسية عام 2017. وبعد شهر واحد، انفصلت «ليستا نيرا باريس» و«ميكروبس باريس» عن اتحاد النقابات العمالية. تم استبعاد جمعية ثالثة، وهي كارسود، من المجموعة الأولى. أشار رئيس كوب، رومان مابيل، لاحقًا إلى أعضاء كارسود باعتبارهم «مثيري الشغب الذين لم يرغبوا في احترام مدونة قواعد السلوك المتفق عليها مع النادي». ومنذ ذلك الحين، كان أعضاء كوب، وخاصة أولئك من المجموعة الفرعية الرائدة كيه–سوسي تيم، وكارسود في صراع.
في سبتمبر/أيلول 2017، وقبل مباراة باريس سان جيرمان في دوري أبطال أوروبا أمام بايرن ميونيخ في ألمانيا، خاض 30 مشجعا باريسيا معركة مع 20 من مجموعة مشجعي بايرن ميونيخ «شيكيريا» و10 من مشجعي بوردو. تم علاج أحد المشجعين الفرنسيين من إصابة في الرأس. في أكتوبر 2018، التقى فريق كوب مع فريق كارسود وفريق النجم الأحمر بلغراد هووليجان ديلي بالقرب من ملعب بارك دي برينس بعد مباراة دوري أبطال أوروبا. رد النادي بفرض حظر على دخول الاستاد لمدة عام وإلغاء التذاكر الموسمية لأعضاء كوب المائة المعنيين، ومعظمهم صادر من فريق كيه–سوسي.
وشهد عام 2019 وأوائل عام 2020 ارتفاعًا في أعمال العنف. في أبريل، وبعد هزيمة باريس سان جيرمان أمام رين في نهائي كأس فرنسا 2019، اندلعت اشتباكات بين مشجعي الفريقين. في نوفمبر/تشرين الثاني، اشتبك فريقا كوب وكارسود مع بلطجية من نادي بروج قبل مباراة في دوري أبطال أوروبا. بعد أسبوع، هاجم أعضاء من فريق كيه–سوسي المتفرجين الذين كانوا يرتدون ملابس مارسيليا أثناء حفل مغني الراب جول في أكورهوتيل أرينا. وفي ذلك الشهر أيضًا، اعتدى مشجعو فريق باريس سان جيرمان على مشجعي فريق رين الذين كانوا في غلاسكو لمواجهة فريق سيلتيك. في شهر ديسمبر، انخرطت مجموعة كوب ومجموعة بولوني بلوك باريزي في شجار وحشي ضد مشجعي فريق غلطة سراي المنافس في دوري أبطال أوروبا في شوارع باريس. ثم اشتبك مشجعو كارسود مع مشجعي نانت في فبراير 2020.
بعد فترة هدوء بين مارس 2020 وأغسطس 2021 بسبب جائحة كوفيد–19، والتي أدت إلى عمليات الإغلاق والقيود على الحضور، عاد عنف المشجعين في سبتمبر 2021. اعتدى بلطجية كارسود على أحد أعضاء مجموعة مشجعي رين «روازون سلتيك كوب» وسرقوا لافتة النادي. ردت روازون سلتيك كوب بعد فوز رين على باريس سان جيرمان في الدوري على أرضه في أكتوبر 2021، حيث اشتبكت مع المشجعين الباريسي خارج الملعب. كان فريق كارسود، إلى جانب فريق فيرفور باريزيان الفرعي لكأس فرنسا، مرة أخرى في قلب الجدل خلال مباراة كأس فرنسا بين باريس إف سي وليون في ديسمبر 2021. وهاجموا جماهير ليون في الشوط الأول مستخدمين قضبانًا حديدية ونونشاكو، مما أدى إلى إلغاء المباراة وطرد كلا الناديين من البطولة. تم حل فرقة فيرفور باريزيان من قبل الحكومة الفرنسية في ديسمبر 2022 بسبب تورطها في هذا الحادث.
في أكتوبر 2023، اشتبك مشجعو باريس سان جيرمان مع مشجعي ميلان في المدرجات خلال أول مباراة في مرحلة المجموعات بدوري أبطال أوروبا بين الناديين في بارك دي برينس. انتقمت مجموعة من حوالي 50 مشجعًا من مشجعي ميلان عشية مباراة العودة في نوفمبر 2023. هاجموا مشجعي باريس في ميلانو، وطعنوا أحدهم مرتين في ساقه. كما اندلعت اشتباكات بين مشجعي باريس سان جيرمان والشرطة. طُعن ضابط في ساقه وتم القبض على الجاني المزعوم.

### المنافسات
يتقاسم مشجعو باريس سان جيرمان تنافسات شديدة مع مشجعي مارسيليا ويوفنتوس وأندرلخت وجالطة سراي وتشيلسي. وبما أن هناك منافسة رياضية شرسة أيضًا بين باريس سان جيرمان ومارسيليا، والمعروفة باسم الكلاسيك، فقد أصبحت الحوادث أكثر تكرارًا. ومن بين أبرز هذه الحالات اعتقال 146 شخصًا ونقل تسعة من رجال الشرطة إلى المستشفى خلال نصف نهائي كأس فرنسا في أبريل 1995، ومشجع مارسيليا الذي أصيب بالشلل مدى الحياة في أكتوبر 2000 بعد أن صدمته مقعد طائر، ومشجع باريس سان جيرمان الذي صدمته سيارة في أكتوبر 2009.
بدأت المنافسة مع أنصار يوفنتوس في أكتوبر 1983. زار مشجعو الفريق الإيطالي باريس لحضور الجولة الثانية من بطولة كأس أبطال الكؤوس الأوروبية، حيث تعرضوا لهجوم عنيف من قبل مشجعي فريق بولوني الذين اقتحموا مدرجات الضيوف خلال المباراة. وقد التقيا مرة أخرى في كأس الاتحاد الأوروبي 1989–1990 وكأس الاتحاد الأوروبي 1992–93. في أبريل/نيسان 1993، رفع مشجعو يوفنتوس لافتة تستهدف نظرائهم من باريس سان جيرمان في ملعب ديلي ألبي. كنوع من الانتقام، اعتدى مثيرو الشغب في باريس سان جيرمان على أحد مشجعي يوفنتوس حتى أغمي عليه قبل مباراة الإياب في بارك دي برينس بعد أسبوعين.

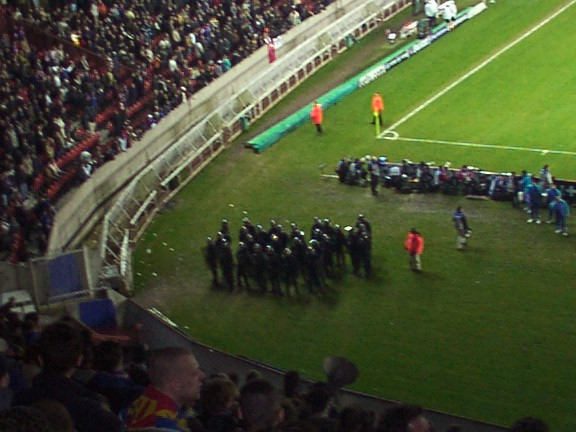
ضباط شرطة مكافحة الشغب أمام مدرج بولون خلال مباراة باريس سان جيرمان ضد جالطة سراي في عام 2001.

قبل مواجهتهما في الدور الثالث للدوري الأوروبي في نوفمبر 1992 في بارك دي برينس، كانت مجموعة مشجعي بولون المنحلة كوماندو بيرات مرتبطة بمجموعة مشجعي أندرلخت المتطرفة أوسايد منذ أوائل الثمانينيات، وكانوا يتقاتلون معًا أحيانًا ضد أعداء مشتركين. ولكن عندما هاجمت أوسايد أعضاء فيراج أوتويل، الذين كانوا تحت جناح بولون في ذلك الوقت، تغير كل شيء. جاءت كوماندو بيرات وزملاء بولون من أرمي كوربس لمساعدة أوتويل، مما أدى إلى إصابة اثنين من مشجعي أندرلخت بجروح خطيرة. طارت المقاعد بين الزوار ومشجعي أوتويل المتطرفين أثناء المباراة، بينما اشتبك مشجعو بولون مرة أخرى مع أوسايد بعد صافرة النهاية.
تم تصنيف المباريات بين باريس سان جيرمان وجالطة سراي على أنها عالية الخطورة منذ مباراة دور الستة عشر لكأس أبطال الكؤوس الأوروبية في بارك دي برينس في أكتوبر 1996. تعرض المشجعون الأتراك لهجوم من قبل مشجعي بولوني، مما أدى إلى إصابة عدد من بلطجية باريس سان جيرمان بجروح خطيرة. رد الأخير خلال مباراة في دور المجموعات الثاني لدوري أبطال أوروبا في مارس 2001. بعد استفزازهم، هاجم مشجعو أوتويل وبولوني، الذين كانوا على علاقة جيدة في ذلك الوقت، مشجعي جالطة سراي في المدرجات. كان لا بد من نقل أكثر من خمسين تركيًا إلى المستشفى في باريس. في ديسمبر 2019، التقى الفريقان في دور المجموعات لدوري أبطال أوروبا واندلعت أعمال عنف في شوارع العاصمة الفرنسية، مما أدى إلى إصابة أحد مشجعي باريس سان جيرمان بصدمة في الرأس وإصابة أحد مشجعي جالطة سراي بإصابة في اليد. خلال المباراة، سخر مشجعو كأس الاتحاد الأوروبي من إقصاء نادي إسطنبول بلافتة.
لكن هجومهم على مجموعة مشجعي تشيلسي «تشيلسي هيدهانترز» هو الذي أكسب مشجعي باريس سان جيرمان ثناءً كبيراً على المواقع الإلكترونية المخصصة للعنف في كرة القدم. في سبتمبر 2004، اعتدى حشد من مشجعي باريس سان جيرمان يبلغ عددهم 150 شخصًا على حوالي 50 من مشجعي تشيلسي قبل مباراة دور المجموعات بدوري أبطال أوروبا في باريس، مما أشعل فتيل التنافس الذي لا يزال قائمًا حتى اليوم. التقى الفريقان مرة أخرى في ربع نهائي دوري أبطال أوروبا 2013–14. قبل مباراة الذهاب على ملعب بارك دي برينس في أبريل/نيسان 2014، تشاجر نحو 100 مشجع من كل فريق، بما في ذلك أعضاء مجموعات المشجعين العنيفين السابقة في بولون، في منطقة سياحية بالعاصمة الفرنسية. أصيب اثنان من المشجعين.

### الوفيات

#### جوليان كويمينر
بعد خسارة مذلة بنتيجة 4–2 في الدوري الأوروبي أمام نادي هابويل تل أبيب الإسرائيلي في بارك دي برينس، نزل مشجعو باريس سان جيرمان إلى الشوارع واستهدفوا المشجعين اليهود. تعرض أحد مشجعي هابويل اليهود الفرنسيين، يانيف هازوت، للحصار والتهديد وتعرض لوابل من الإساءات العنصرية، عندما تدخل ضابط شرطة أسود يرتدي ملابس مدنية، أنطوان جرانومورت، لمساعدته. لم يكن جرانومورت يرتدي زي الشرطة وهاجمه متطرفو باريس سان جيرمان. حاول تفريق المجموعة بالغاز المسيل للدموع لكنه تغلب عليه. ثم أطلق جرانومورت رصاصة واحدة، مما أدى إلى إصابة منير بوعير بجروح خطيرة قبل قتل جوليان كويمينر.
لقد أحدثت هذه الحادثة صدمة في فرنسا. فقد كانت ثاني حالة وفاة مرتبطة بالمشجعين في البلاد بعد وفاة مشجع عام 1984 بسبب قنبلة صوتية. وقد ألقى الرأي العام باللوم على نادي بولونيا، المعروف بجماهيره العنصرية والعنيفة منذ أواخر السبعينيات. وفي المقابل، اعتبر أنصار باريس سان جيرمان والمشجعون الفرنسيون بشكل عام كيمينير شهيدًا وطالبوا بالتحقيق. وقبل مباراة باريس سان جيرمان في نانت بعد ثلاثة أيام من الحادث، قدم شباب بولونيا احترامهم لكيمينير بالسير عبر المدينة إلى الملعب.

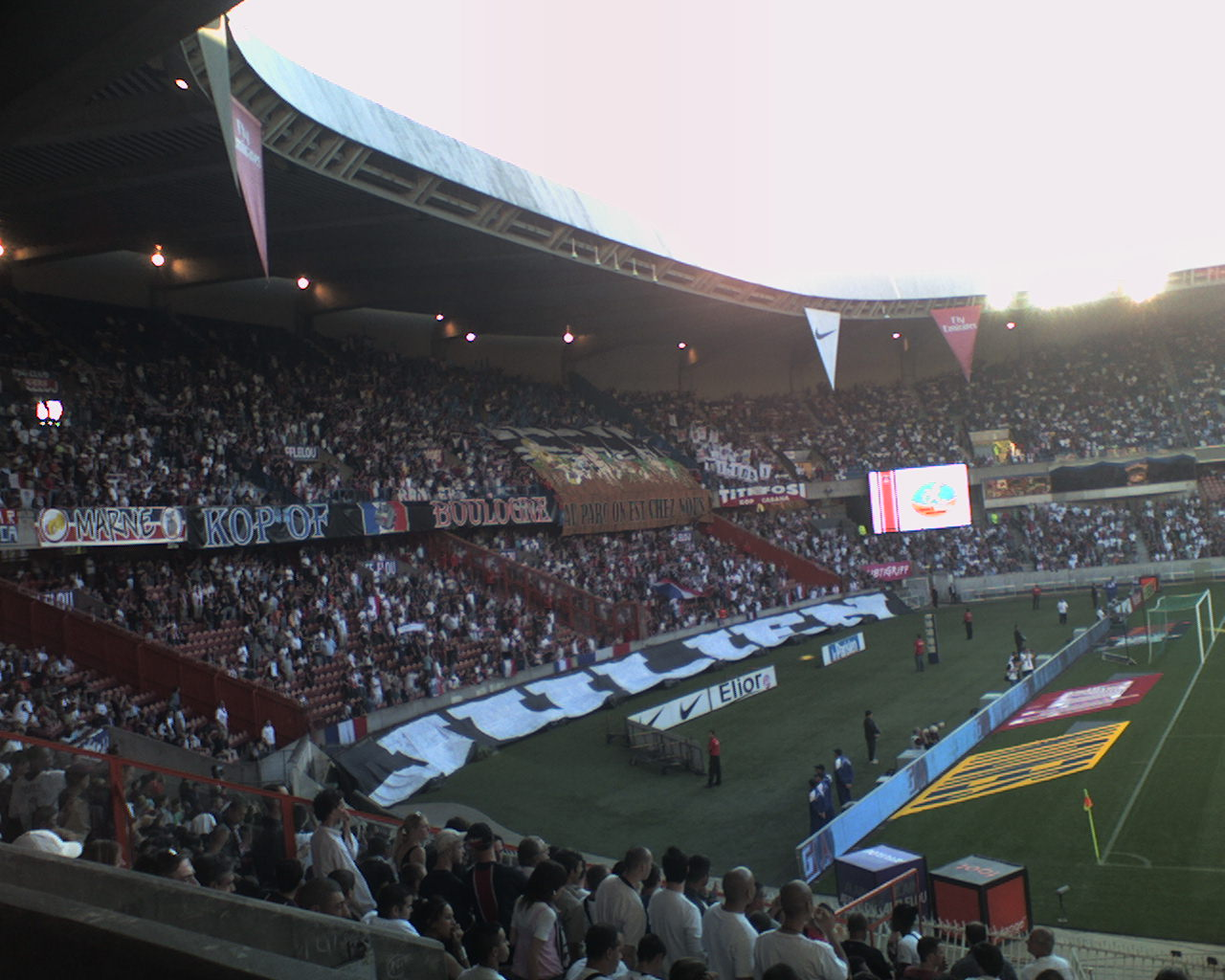
لافتة كوب تكريماً لجوليان كويمينر في عام 2007.

في البداية، قالت الشرطة إن جوليان كويمينر كان عضوًا في مجموعة بولوني بويز وأن هذه المجموعة كانت مرتبطة بمشجعي باريس سان جيرمان اليمينيين المتطرفين العنيفين في كوب. نفى بويز بسرعة هذه المزاعم. أظهرت التطورات اللاحقة في التحقيق أن كويمينر كان قريبًا من شركات بولوني المشاغبين وليس بولوني بويز. في فبراير 2011، بعد أكثر من أربع سنوات من التحقيق، تمت تبرئة أنطوان جرانومورت من تهمة القتل على أساس الدفاع عن النفس.

#### يان لورانس
في فبراير 2010، قبل ساعتين من هزيمة باريس سان جيرمان 3–0 على أرضه أمام مارسيليا، وصلت الحرب الأخوية بين بولوني وأوتيول إلى نقطة اللاعودة. هاجمت مجموعة كبيرة من مثيري الشغب في بولوني أنصار أوتيول، وطاردوهم نحو مدخل الملعب، كل ذلك تحت أعين ضباط شرطة مكافحة الشغب، الذين لم يتدخلوا. بعد تنبيههم بالموقف، غادر العديد من مشجعي أوتيول الذين كانوا بالفعل داخل الملعب المدرج لقيادة هجوم مضاد، والذي انتهى بإعدام عضو كاجوال فِرم يان لورانس.
زعمت التقارير الأصلية من الصحافة أن يان لورانس كان يغادر الحانة بسلام عندما هاجمه مشجعو أوتويل. من جانبه، قال رئيس باريس سان جيرمان روبن ليبروكس إن لورانس وقع في وسط المشاجرة. دافعت مصادر بولون عن هذه النظريات، قائلة إن لورانس نأى بنفسه عن شركة كاجوال فِرم منذ فترة. من ناحية أخرى، نفت مصادر أوتويل هذه الادعاءات وأكدت أن لورانس كان بالفعل جزءًا من القتال.
مهما كانت الحال، توفي لورانس متأثرًا بإصاباته في مارس 2010. كانت وفاته بمثابة نهاية كوب أوف بولوني وفيراج أوتويل كما كانا معروفين. في غضون الشهرين التاليين، حلت الحكومة الفرنسية العديد من مجموعات مشجعي باريس ونفذ النادي خطة ليبروكس، التي حظرت جمعيات المشجعين المتبقية من جميع مباريات باريس سان جيرمان. اتُهم رجلان، جيريمي بان ورومان لافون، لاحقًا بالقتل غير العمد. نفى لافون تورطه في الحادث، بينما اعترف بان في استجواب الشرطة بركل الضحية قبل الانسحاب من القتال. في نوفمبر 2016، أدين بان بقتل لورانس وحُكم عليه بالسجن لمدة خمس سنوات، بينما تمت تبرئة لافون.

## صداقات مع الجماهير الآخرين

### سلتيك وليفربول

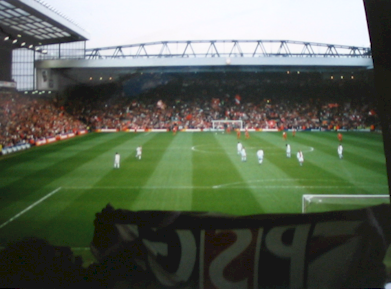
جماهير باريس سان جيرمان في أنفيلد في عام 1997.

على الرغم من تاريخهم الطويل في أعمال الشغب، فإن مجموعات مشجعي باريس سان جيرمان لديها صداقات (تسمى التوأمة) مع العديد من جمعيات المشجعين من أندية أخرى. ورغم أنهما نادراً ما يتفقان، فإن أوتيويل وبولون يحترمان مشجعي سيلتيك وليفربول لأنهما اثنان من أهم المراجع داخل حركة المشجعين المتعصبين. كان النهج البصري لنادي سيلتيك مصدر إلهام لنادي أوتويل والمجموعات المتطرفة بشكل عام، في حين يرتبط تاريخ نادي بولون ارتباطًا وثيقًا بليفربول. أنشأ مشجعو باريس سان جيرمان مدرج كوب بولون في عام 1978 تكريمًا لمدرج سبيون كوب الشهير في أنفيلد والذي يضم مشجعي ليفربول. تشترك قواعد مشجعي سيلتيك وليفربول أيضًا في العديد من السمات، وأبرزها النشيد الوطني «لن تسير لوحدك أبدا».
عندما هزم باريس سان جيرمان فريق سيلتيك في ملعب بارك دي برينس في الجولة الثانية من كأس أبطال الكؤوس الأوروبية في أكتوبر 1995، صفق المشجعون الاسكتلنديون لأوتيول في نهاية المباراة، ورد مشجعو باريس سان جيرمان على ذلك بهتافات «سيلتيك! سيلتيك! سيلتيك!» والتقى الفريقان مجددا في مرحلة المجموعات بدوري أبطال أوروبا في سبتمبر/أيلول 2017. بعد صافرة النهاية في ملعب سيلتيك بارك، كرر مشجعو باريس سان جيرمان الهتاف السلتي، في حين هنأهم الاسكتلنديون على الفوز. ولم يكن الأمر مختلفا في مباراة العودة في باريس. خاضت القاعدتان المشجعتان مباراة تحت برج إيفل، ثم رفع مشجعو باريس سان جيرمان لافتة عملاقة في بارك دي برينس تحمل رسالة «لن تسير وحدك أبدًا».
عندما لعب ليفربول ضد باريس سان جيرمان في نصف نهائي كأس أبطال الكؤوس في بارك دي برينس في أبريل 1997، قدم أوتويل لافتة كتب عليها «مرحبًا بالجماهير الأسطورية» وحظيت ترنيمة ليفربول «لن تمشي وحدك أبدًا» باحترام كلا المدرجات عندما غناها نظراؤهم الإنجليز أثناء المباراة. واجه باريس سان جيرمان وليفربول بعضهما البعض مرة أخرى في مرحلة المجموعات بدوري أبطال أوروبا في سبتمبر 2018. اشتهر أنفيلد بأجوائه المخيفة وأنصاره الصاخبين، حيث استقبل 2500 مشجع باريسي من كوليكتيف ألتراس باريس (كوب) الذين تمكنوا من جعل أصواتهم مسموعة وأحيانًا أكثر من 50000 من أنصار الريدز. بعد نهاية المباراة، استقبل المشجعون المخلصون لليفربول نظرائهم بتصفيق حار.

### التحالفات المتعارضة
بسبب التنافس العنيف الذي لا ينتهي بين مجموعات مشجعي باريس سان جيرمان من كوب أوف بولوني وفيراج أوتويل، بالإضافة إلى العداوة الأخيرة بين كوب أوف بولوني وكارسود، غالبًا ما يختار المشجعون التوأم الجانب في هذه الصراعات. العلاقات مع نابولي وهيلاس فيرونا والنجم الأحمر بلغراد هي الأمثلة المثالية على ذلك.
تزاوجت مجموعات اليمين المتطرف السابقة في بولونيا مع مشجعي هيلاس فيرونا، في حين أنشأ حزب الاتحاد والشعب توأمة مع مشجعي كيرفا بي في نابولي في عام 2017. على الرغم من ذلك، فإن كلا المجموعتين من المشجعين الإيطاليين لا يتفقان. بعد أن هزم نابولي فريق هيلاس فيرونا في أغسطس/آب 2017، نظم مشجعو هيلاس فيرونا — إلى جانب مشجعي باريس سان جيرمان ولاتسيو وكايزرسلاوترن — هجوما ضد مشجعي فريق نابولي في المدرج B، عدوهم المشترك. ولم ينجح في إحباط العدوان إلا عمل قوات الشرطة. كما أن الجماعات اليمينية المتطرفة من ميتز وشركات الهوليغانز من تولوز (فيولا فرونت، وجيتانيا تولوسا، وكامسايد) مرتبطة أيضًا بجمعيات كوبنهاغن المنحلة الآن.
ترتبط مجموعة مشجعي ريد ستار ديليجي بمجموعة مشجعي أوتويل كارسود بالإضافة إلى مجموعات بولون السابقة. يأتي ارتباط كارسود مع ديليجي من حقيقة أن بعض قادتهم من أصل صربي، وكثيرًا ما يعرضون الأعلام الصربية خلال مباريات باريس سان جيرمان. بعد مباراة دور المجموعات في دوري أبطال أوروبا بين الجانبين في أكتوبر 2018، اعتدى مشجعو ديليجي على أعضاء من كوب بالقرب من بارك دي برينس. كان السبب وراء الهجوم هو أن كارسود كان في صراع مع كوب منذ طردهم منه في مايو 2017.

### توينينج أوتيويل وكوب

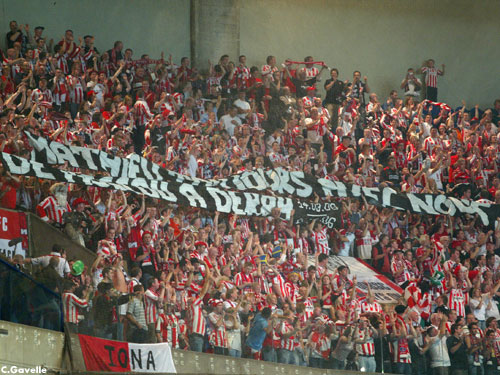
مشجعو نادي ديري سيتي في ملعب بارك دي برينس في سبتمبر 2006.

تاريخيًا، كانت مجموعات أوتويل أقل عدوانية من مشجعي بولون. ونتيجة لذلك، فقد أقاموا علاقات صداقة مع عدد أكبر من مشجعي الفرق المنافسة مقارنة بنظرائهم في بولون. كانت المجموعات الرئيسية الثلاث السابقة في أوتويل (سوبراس أوتويل، ولوتيس فالكو، وتيجريس ميستيك)، بالإضافة إلى رابطة حليفة أوثينتيكس من مدرج باريس القريب، على علاقة توأمة مع مشجعي أندية أخرى.
أقامت سوبراس أوتويل توأمة مع مجموعة الحشد البري 96 من كولونيا في عام 2003. واصل الألمان تكريم شركة سوبرا حتى بعد حلها في عام 2010. خلال مباراة على أرضهم في أكتوبر 2018، رفعوا لافتة كتب عليها «25 عامًا من عقلية ألترا» احتفالًا بالذكرى الخامسة والعشرين لتأسيس سوبراس أوتويل، التي تأسست في عام 1991. على نحو مماثل، كان لدى أوثينتيكس توأمة مع مشجعي كوبنهاجن، في حين كان لدى لوتيس فالكو صداقات مع مشجعي ديري سيتي، الذي التقى به باريس سان جيرمان في الجولة الأولى من كأس الاتحاد الأوروبي في سبتمبر 2006، وسيلتيك.
وأخيرًا، أقامت فرقة دجلة ميستيك توأمة مع فرقة إردكتيبلز من تولون في عام 2001، مدفوعين بكرههما المتبادل لمارسيليا. ساعدت المجموعتان في المباريات معًا في الماضي، بما في ذلك مباراة ضد تولوز في عام 2005 حيث رفعت المجموعة لافتتها الخاصة في أوتويل. وقد استمرت هذه التوأمة مع كوب. حضر أعضاء إردكتيبلز مباراة باريس سان جيرمان على أرضه ضد نيم في فبراير 2019 ورفعوا لافتة تكريماً لمشجعي باريس سان جيرمان المحظورين سابقًا، والذين استجابوا بتصفيق حار وهتاف مخصص لمجد تولون.
فريق كيه–سوسي، المجموعة الفرعية الرائدة في كوب، أقام توأمة مع مجموعتي سوبرانادا 1902 ويونغ فلو من نادي فلومينينسي البرازيلي في عام 2012 ومع مشجعي نادي نابولي الإيطالي كورفا بي في عام 2017. وقد حضرت هذه المجموعات منذ ذلك الحين مباريات بعضها البعض معًا، حتى أنها رفعت لافتاتها الخاصة.

## العلاقة مع اللاعبين

### المفضل لدى الجماهير

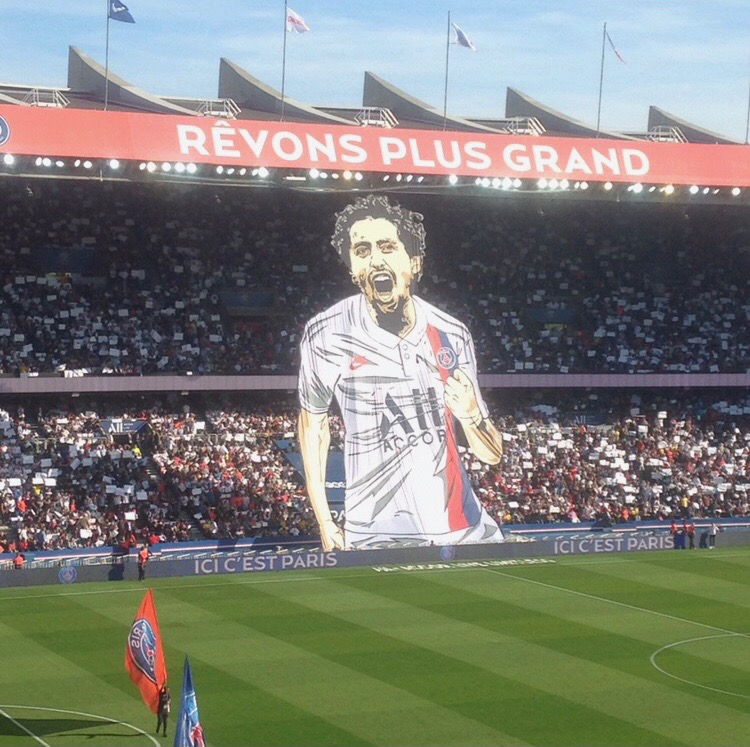
تيفو لتكريم ماركينيوس في عام 2019.

لقد رأى أنصار باريس سان جيرمان العديد من اللاعبين العظماء الذين تركوا بصمة دائمة في تاريخ النادي. أصبح بعضهم من اللاعبين المفضلين لدى الجماهير، ومن بينهم على سبيل المثال لا الحصر جان بيير دوجلياني في السبعينيات؛ ومصطفى داليب وسافيت سوسيتش وجان مارك بيلورجيه في الثمانينيات؛ وبرنارد لاما وديفيد جينولا وجورج وياه وراي في التسعينيات؛ ورونالدينيو وبوليتا في العقد الأول من القرن الحادي والعشرين؛ وزلاتان إبراهيموفيتش وتياجو سيلفا وإدينسون كافاني في العقد الأول من القرن الحادي والعشرين؛ وماركو فيراتي وماركينيوس وكيليان مبابي في عشرينيات القرن الحادي والعشرين.
من بين اللاعبات المفضلات لدى الجماهير في فريق السيدات الثلاثي صاحب الرقم القياسي في الظهور سابرينا ديلانوي، ولور بوليو، وجريس جيورو، ومنصة هدافي النادي على مر العصور ماري أنطوانيت كاتوتو، وماري لور ديلي، وكاديدياتو دياني، وخريجة أكاديمية باريس سان جيرمان ساندي بالتيمور، وحارسة المرمى البولندية كاتارزينا كيدرزينيك. وقد نشأت بين المشجعين المتعصبين علاقة قوية بشكل خاص مع هذا الأخير. عندما غادرت كيدرزينك باريس سان جيرمان في عام 2020 بعد سبع سنوات، كشفوا عن لافتتين ضخمتين كتب عليهما: «شكرًا لك كاسيا. سيكون منزلنا مفتوحًا لك دائمًا». عادت في النهاية في عام 2023.
لقد كانت الأهداف التاريخية عاملاً حاسماً في أن يصبح معبوداً للجماهير. أطلق على أنطوان كومبوار لقب «الخوذة الذهبية» بعد هدفه برأسه في اللحظات الأخيرة من المباراة ضد ريال مدريد والذي أرسل باريس سان جيرمان إلى الدور نصف النهائي من كأس الاتحاد الأوروبي في عام 1993. وبعد ثلاث سنوات، سجل برونو نجوتي هدفاً من ركلة حرة بعيدة المدى في نهائي كأس أبطال الكؤوس الأوروبية عام 1996 ضد رابيد فيينا، وهو ما منح باريس سان جيرمان لقبه الأوروبي الوحيد الكبير حتى الآن. أخيرًا وليس آخرًا، أنقذ أمارا ديانيه باريس سان جيرمان من الهبوط إلى دوري الدرجة الثانية الفرنسي في المباراة النهائية لموسم 2007–08 بتسجيله هدفي الفوز 2–1 على سوشو.
يحظى عدد قليل من اللاعبين باحترام الجماهير لإنجازاتهم على أرض الملعب وخارجه. لويس فرنانديز، وهو من كبار مشجعي باريس سان جيرمان، نشأ في صفوف الشباب وأصبح قائدًا للفريق وكان جزءًا من الفريق الذي فاز بأولى الكؤوس الكبرى للنادي في الثمانينيات. ثم عاد كمدرب خلال العصر الذهبي لباريس سان جيرمان في التسعينيات، وقادهم إلى كأس أبطال الكؤوس الأوروبية عام 1996. من جانبه، أثار ليوناردو أراوجو الإعجاب في موسمه الوحيد في العاصمة الفرنسية قبل أن يعود في عام 2011 كمدير رياضي خلال العصر القطري، ليوقع مع الجيل التالي من المفضلين لدى الجماهير.
مثل رونالدينيو، بقي لاعبون آخرون في ذاكرة جماهير باريس سان جيرمان بفضل موهبتهم على الرغم من عدم بقائهم طويلاً في النادي أو فوزهم بالعديد من الألقاب. هذه هي حالة ماركو سيموني، جاي جاي أوكوشا، نيني وميكيل أرتيتا. وأخيرًا، أصبح جيروم روثين وبليز ماتويدي ومامادو ساكو من اللاعبين المفضلين لدى جماهير باريس سان جيرمان بسبب ارتباطهم القوي بالنادي الباريسي. في الواقع، كان كل الثلاثة من مشجعي باريس سان جيرمان منذ أن كانوا أطفالاً. رفض روثن برشلونة ويوفنتوس وتشيلسي في عام 2004 للانضمام إلى نادي الأحلام باريس سان جيرمان. بعد انتقاله إلى ليفربول في عام 2013، عاد خريج الأكاديمية المحبوب ساكو لتوديع النادي وشكر المشجعين قبل مباراة باريس سان جيرمان على أرضه. يحظى ماتويدي باحترام كبير لأنه عرض دعمه لعودة ألتراس باريس سان جيرمان المحظورين في عام 2016.

### الأبطال والأشرار

#### التوقيع لمارسيليا

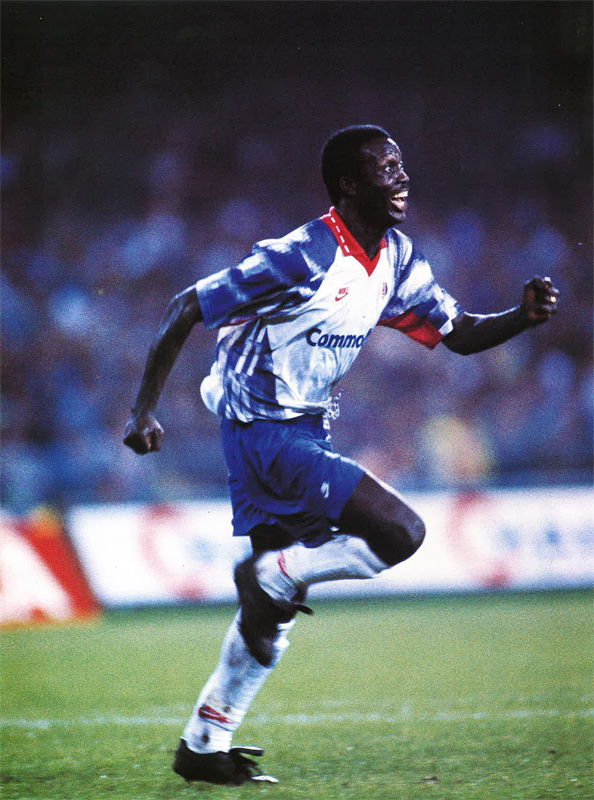
جورج وياه بعد تسجيله هدفًا لصالح باريس سان جيرمان ضد نابولي في عام 1992.

تحول العديد من اللاعبين من المفضلين لدى الجماهير إلى «خونة» خلال العقد الأول من القرن الحادي والعشرين بعد انضمامهم إلى غريمهم التقليدي مارسيليا مباشرة من باريس سان جيرمان. كان قائد الفريق فريديريك ديهو وفابريس فيوريس أول من شهدوا ذلك في عام 2004. وتبعه نجما أكاديمية باريس سان جيرمان لوريك كانا وموديستي مبامي في عامي 2005 و2006 على التوالي. ثم كان غابرييل هاينز في عام 2009. وقع لمارسيليا على الرغم من قوله أنه لن يفعل ذلك في الماضي. كلما عادوا للعب في بارك دي برينس، استقبلهم مشجعو باريس بالإهانات والصافرات واللافتات العدائية.

#### اللاعبون السود
لدى مشجعي بولون تاريخ من الإساءة العنصرية تجاه لاعبيهم السود. لقد سخروا من حارس المرمى الفرنسي الأسود برنارد لاما عندما وصل في عام 1992 ليحل محل المعبود الأبيض جويل باتس، وأطلقوا عليه صافرات الاستهجان وعرضوا الصليب المعقوف أثناء المباريات. ومع ذلك، أصبح لاما مفضلاً لدى الجماهير وأسطورة النادي لأدائه. بعد مباراته الأخيرة، رفض مشجعو بولون مغادرة الملعب حتى جاء لاما لاستقبالهم.
بعد ذلك كان المهاجم الليبيري جورج ويا في عام 1995. بعد أن قاد باريس إلى الدور نصف النهائي من دوري أبطال أوروبا في ذلك العام، كان للأسف غائبًا أمام إيه سي ميلان حيث خسر باريس سان جيرمان المباراتين. بالإضافة إلى ذلك، أخبر المراسلين بعد مباراة العودة أنه يريد التوقيع مع الروسونيري في الموسم المقبل. اتهمه مشجعو باريس بتقديم عرض دون المستوى لأنه أراد الانضمام إلى النادي الإيطالي. في مباراته الأخيرة في بارك دي برينس، بعد تأكيد انتقاله، أهانه مشجعو بولوني وأطلقوا أصوات القردة في كل مرة يلمس فيها الكرة. رفعت مجموعة هووليغانز كاجوال فيرم لافتة عنصرية كتب عليها «وياه، لسنا بحاجة إليك» مكتوبة بصلبان سلتيك ورموز نازية جديدة أخرى. لاعب الوسط الأبيض ديفيد جينولا، الذي أراد أيضًا مغادرة النادي، لم يتلق نفس المعاملة. في عام 2011، خلال مباراة تكريم زميله السابق برنارد لاما في بارك دي برينس، أخبر وياه المراسلين أنه لا يمتلك ذاكرة جيدة عن الملعب وكان هناك فقط لتكريم صديقه. وعلى الرغم من ذلك، لا يزال معظم أنصار باريس سان جيرمان يعتبرونه لاعبًا أسطوريًا. ومن بين الحوادث الأخرى التي أثارت الدهشة فيكاش دوراسو، وهو لاعب دولي فرنسي من أصل هندي، حيث أخبره أحد مشجعي بولون «بالذهاب لبيع الفول السوداني في المترو» خلال مباراة في عام 2006.
في عام 2011، خلال مباراة تكريم زميله السابق برنارد لاما في بارك دي برينس، أخبر وياه المراسلين أنه لا يمتلك ذاكرة جيدة عن الملعب وكان هناك فقط لتكريم صديقه. وعلى الرغم من ذلك، لا يزال معظم أنصار باريس سان جيرمان يعتبرونه لاعبًا أسطوريًا. ومن بين الحوادث الأخرى التي أثارت الدهشة فيكاش دوراسو، وهو لاعب دولي فرنسي من أصل هندي، حيث أخبره أحد مشجعي بولون«بالذهاب لبيع الفول السوداني في المترو» خلال مباراة في عام 2006.

#### ماتيا كيجمان
المهاجم الصربي ماتيا كيجمان هو أحد أكثر الشخصيات غير المحبوبة التي لعبت للنادي على الإطلاق. كان في بارك دي برينس بين عامي 2008 و2010، وسجل خمسة أهداف فقط في جميع المسابقات. غالبًا ما كان كيزمان يتعرض لسخرية الجماهير بسبب أدائه على أرض الملعب، وكان رد فعله أسوأ طريقة ممكنة في فبراير 2009. مع تخلف الباريسيين 1–0 على أرضهم أمام بوردو في نصف نهائي كأس الرابطة، تم استبدال كيزمان بعد أداء سيئ آخر. تعرض لصيحات الاستهجان أثناء خروجه من الملعب، وخلع قميصه وألقاه على الأرض قبل أن يختفي في النفق. أوقفه النادي لمدة أسبوعين ومنذ تلك اللحظة تعرض كيزمان لصيحات الاستهجان بلا رحمة حتى آخر يوم له في باريس.

#### أدريان رابيو
كان سقوط خريج أكاديمية باريس سان جيرمان أدريان رابيو من النعمة لدى الجماهير بسبب موقفه الأناني طوال مسيرته مع باريس سان جيرمان، حيث كان يشكو باستمرار من وضعه في الملعب أو يهدد بالرحيل لعدم اللعب بشكل كافٍ، بالإضافة إلى محادثات العقد التي لا تنتهي في كل مرة يقدم فيها النادي له عرضًا للتجديد. وعندما اتضح أن رابيو لن يوقع على عقد جديد، رفعت جماهير باريس لافتة موجهة إليه خلال مباراة كأس الرابطة ضد أورليانز في ديسمبر/كانون الأول 2018. وجاء في الرسالة: «رابيو، لسنا بحاجة إليك». ثم تم تجميده من قبل النادي لبقية موسم 2018–19 ثم وقع مع يوفنتوس عندما انتهى عقده في صيف 2019.

#### نيمار

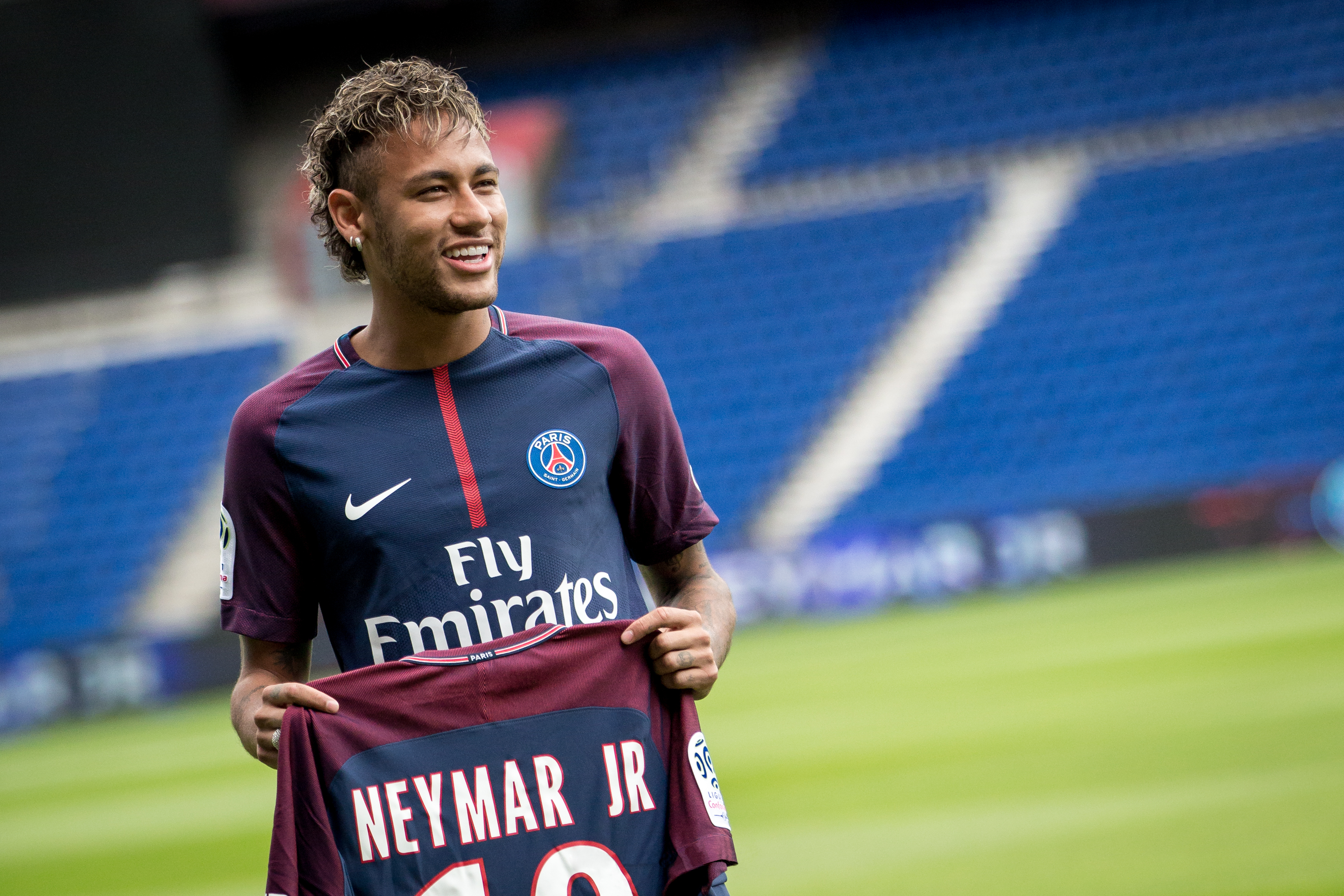
نيمار في حفل تقديمه مع باريس سان جيرمان في عام 2017.

في محاولة لمساعدة باريس على الفوز بدوري أبطال أوروبا، دفع النادي لبرشلونة مبلغًا قياسيًا عالميًا قدره 222 مليون يورو في أغسطس 2017 مقابل نيمار، الذي أصبح على الفور مفضلاً لدى الجماهير وتم الترحيب به بحفاوة كبيرة من قبل كأس الاتحاد الأوروبي أثناء تقديمه في بارك دي برينس. قدم البرازيلي أداءً جيدًا عندما كان لائقًا لكنه غاب عن نصف موسميه الأولين بسبب الإصابة. كما دخل في خلاف مع نجم باريس سان جيرمان المفضل إدينسون كافاني خلال مباراة على أرض الفريق أمام ديجون في يناير 2018. مع تقدم باريس بنتيجة 7–0، رفض نيمار السماح لكافاني بتسديد ركلة الجزاء التي كانت ستجعله الهداف التاريخي للنادي. سجل ركلة الجزاء وسط صافرات الاستهجان وهتافات «كافاني، كافاني».
وكانت القشة الأخيرة هي رغبته في العودة إلى برشلونة في عام 2019. فشلت صفقة الانتقال في النهاية، وكانت مباراة عودته أمام ستراسبورغ على أرضه في سبتمبر/أيلول بمثابة كابوس. ووزعت جماهير الفريق منشورات تصفه بـ«اللاعب الأكثر إثارة للاشمئزاز في تاريخ باريس سان جيرمان»، وهتفوا «نيمار، ابن العاهرة»، وأطلقوا صيحات الاستهجان ضده في كل مرة يلمس فيها الكرة. كما رفعوا لافتتين، إحداهما تصف نيمار بـ«العاهرة» والأخرى تحث والده على بيعه في منطقة دعارة في ريو دي جانيرو. ورد نيمار بتسجيل هدف في الدقيقة الأخيرة من ركلة خلفية ليفوز فريقه 1–0، لكنه تعرض لانتقادات لاذعة. وسوف يستمر هذا الوضع طوال معظم عام 2019.
بدأ طريق نيمار نحو الخلاص خلال فوز الفريق على أرضه أمام جالطة سراي في ديسمبر 2019. وبعد أن تقدم باريس سان جيرمان بنتيجة 4–0، حصل الفريق على ركلة جزاء، وقام بتسليم الكرة بنفسه إلى كافاني، الذي كان يعاني من صيام عن التهديف. سجل الأوروجوياني الهدف واحتضنه نيمار. لكن في فبراير 2020، خسر باريس سان جيرمان 2–1 خارج أرضه أمام بوروسيا دورتموند، مما جعله على حافة الخروج المبكر للمرة الرابعة على التوالي. خلال مباراة باريس سان جيرمان التالية على أرضه، كشفت لجنة المسابقات عن لافتة لاذعة كتب عليها: «كومبوار، جينو، راي، كان لديهم عقلية الفوز. سيلفا، مبابي، نيمار – خائفون من الفوز؟ استعدوا». واصل نيمار تسجيل الهدف الأول في فوز إياب 2–0، ليقود باريس سان جيرمان إلى ربع النهائي في ملعب بارك دي برينس الخالي. وبسبب منع دخول الجماهير إلى الملعب بسبب جائحة كوفيد–19، تجمع حوالي 3000 مشجع خارج الملعب لتشجيع الفريق. وبعد صافرة النهاية، شكر نيمار وزملاؤه اللاعبين من الشرفة.
قاد باريس سان جيرمان إلى نهائي دوري أبطال أوروبا لأول مرة على الإطلاق في ذلك الموسم وإلى الدور نصف النهائي في الموسم التالي، حيث أعرب رئيس مجلس إدارة كوب رومان مابيل نيابة عن المجموعة عن تقديرهم لعروضه وموقفه. ومع ذلك، عادت الصافرات خلال مباريات باريس سان جيرمان على أرضه ضد بوردو ولوريان في مارس وأبريل 2022 بعد موسم باهت ومليء بالإصابات لنيمار، حيث تم إقصاء النادي أيضًا من دور الستة عشر لدوري أبطال أوروبا للمرة الثالثة في المواسم الخمسة التي قضاها في باريس. أعرب في سره عن أسفه على شكل من أشكال «الجحود» من جانب الجماهير، في حين كان يتفهم خيبة أملهم بعد انهيار أوروبي آخر.
عاد نيمار وكأس العالم للحديث مرة أخرى في فبراير 2023، عندما ذهب البرازيلي لشكر الألتراس على دعمهم بعد خسارتهم أمام بايرن ميونيخ في دوري أبطال أوروبا، وهي الأولى منذ عام 2019 وانتقاله الفاشل إلى برشلونة. أصبح هذا ممكنًا بعد اعتذار رومان مابيل عن اللافتة التي أهانت والدة نيمار. ومع ذلك، فإن المصالحة لم تدم طويلاً. في مايو 2023، بعد الأداء السيئ الذي قدمه باريس سان جيرمان منذ بداية العام بالإضافة إلى إصابة أخرى أنهت موسم نيمار، ظهرت مجموعة صغيرة من المشجعين أمام منزل اللاعب، مطالبين إياه بمغادرة النادي. وبينما انتقد مابيل هذه الخطوة، صرح أيضًا أنه «سيكون من الجيد لنيمار أن يرحل». وبعد انتقاله إلى الهلال في أغسطس/آب 2023، رفعت رابطة الدوري الفرنسي لافتة خلال مباراة باريس سان جيرمان على أرضه ضد لنس، كتب عليها: «نيمار: تخلصنا أخيرًا من الوقحين».

#### كيليان مبابي

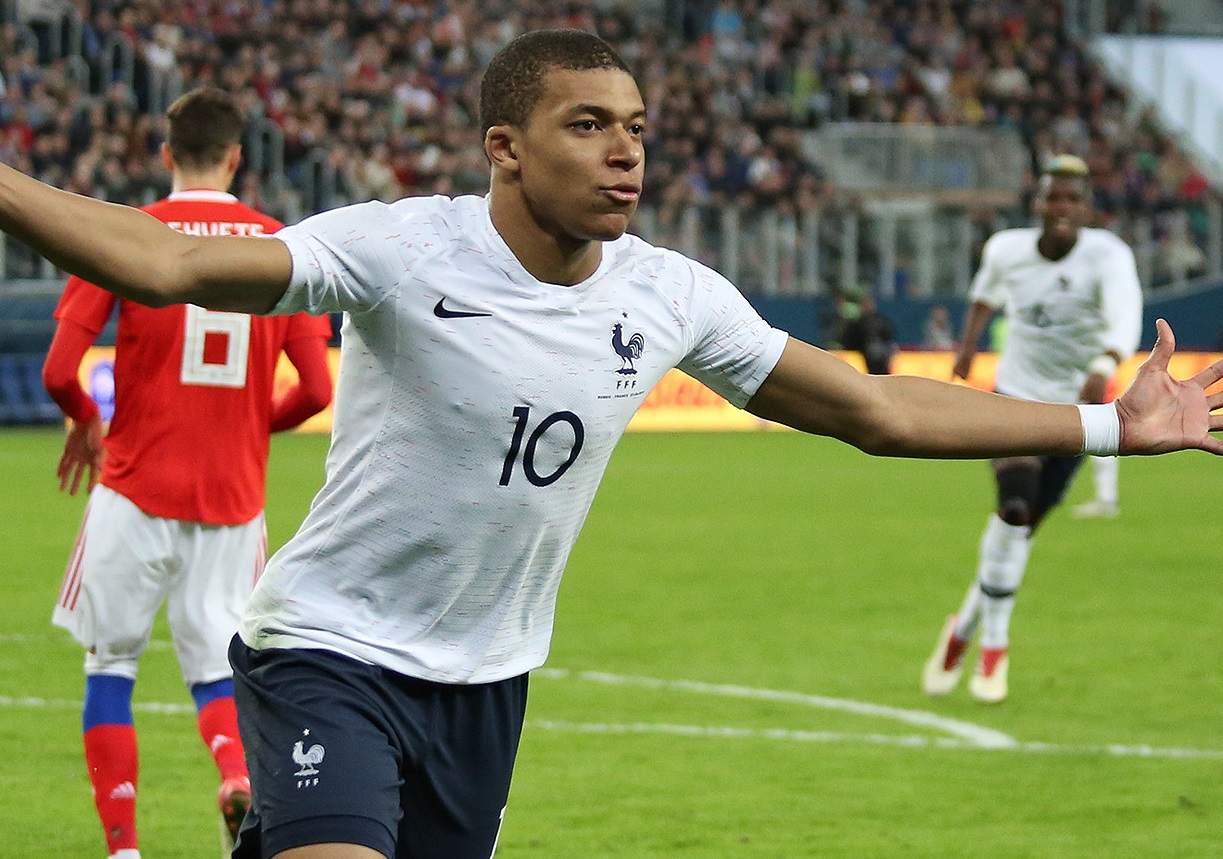
كيليان مبابي يحتفل بهدفه مع فرنسا في عام 2018.

كانت علاقة كيليان مبابي مع المشجعين باردة إلى حد ما خلال مواسمه القليلة الأولى في النادي. ورأت رابطة الدوري الفرنسي أن مبابي، رغم ولادته ونشأته في باريس، لم يكن متحمسا حقا لفريق باريس سان جيرمان ورأى في النادي حجر الأساس قبل اللعب مع ريال مدريد. نشأ كيليان وهو يعشق نجوم ريال مدريد كريستيانو رونالدو وزين الدين زيدان، لكنه ادعى أيضًا عدة مرات أن اللعب مع باريس سان جيرمان كان حلم طفولته. في الواقع، رفض مبابي ريال مدريد ليوقع مع الفريق الباريسي ويجلب لقب دوري أبطال أوروبا إلى ملعب بارك دي برينس.
خلال موسم 2018–19، تشاجر مرتين مع المدرب توماس توخيل بعد استبداله، وهو ما اعتبره المشجعون غطرسة وعدم احترام لزملائه في الفريق على مقاعد البدلاء. في نفس الحملة، بعد الخسارة الصادمة في دوري أبطال أوروبا أمام مانشستر يونايتد، حضر المشجعون المتعصبون جلسة تدريبية حيث شرعوا في إهانة اللاعبين وكيليان على وجه الخصوص، الذي أضاع فرصة واضحة خلال المباراة. ثم، خلال خطاب قبوله جائزة أفضل لاعب في الدوري الفرنسي، ألمح مبابي إلى أنه قد يترك باريس سان جيرمان إذا لم تتم تلبية مطالبه بدور أكبر في الفريق. اعتقد المشجعون، الذين تساءلوا عن افتقاره إلى الالتزام الطويل الأمد منذ البداية، أن هذه كانت استراتيجية لزيادة الراتب.
في الموسم التالي، رفعت رابطة الدوري الفرنسي لافتة تنتقد كيليان وتياجو سيلفا ونيمار لفشلهم في «التصرف كرجال» خلال خسارة باريس سان جيرمان خارج أرضه أمام بوروسيا دورتموند. وتعرضت شعبيته لضربة أخرى في نهائي دوري أبطال أوروبا 2020 ضد بايرن ميونيخ، حيث قدم كيليان أداءً سيئًا في مباراة كبيرة أخرى بالإضافة إلى إهدار هدف سهل إلى حد ما. وسط تكهنات حول مستقبله خلال موسم 2020–21، احتفل النجم الفرنسي بهدفه في مرمى ناديه السابق موناكو بتقبيل شعار باريس سان جيرمان أمام الكاميرا. اعتبر مشجعو باريس سان جيرمان هذه البادرة بمثابة رسالة إلى الخاطب الرئيسي ريال مدريد بأنه يريد البقاء في باريس. هذا، إلى جانب عروض مبابي في دوري أبطال أوروبا، بما في ذلك ثلاثية خارج ملعبه أمام برشلونة وثنائية أمام بايرن ميونيخ ليقود باريس سان جيرمان إلى الدور نصف النهائي، أعطى نفسًا من الهواء النقي لعلاقته مع المشجعين.
انهارت الهدنة بسرعة قبل موسم 2021–22، عندما حاول كيليان الانضمام إلى ريال مدريد. رفض باريس سان جيرمان العروض المقدمة من الجانب الإسباني وبدأ مبابي الموسم وسط صيحات الاستهجان في ملعب بارك دي برينس، لكن أداءه استعاد في النهاية جماهير أولتراس النادي. قاد باريس إلى لقبه العاشر في الدوري الفرنسي وكان اللاعب الوحيد الذي لا تشوبه شائبة في حملة النادي في دوري أبطال أوروبا، وسجل هدفين ضد مدريد على الرغم من خسارة التعادل. ظل ريال مدريد على اتصال مع مبابي خلال هذا الموسم وكان يعتقد أنه سينضم إليهم الصيف المقبل. بدلاً من ذلك، رفض كيليان مدريد للمرة الثانية واختار توقيع تمديد عقد لمدة ثلاث سنوات مع باريس سان جيرمان ليصبح المفضل بلا منازع لدى جماهير باريس.
في المباراة النهائية لمبابي في بارك دي برينس في مايو 2024، بعد الإعلان في وقت سابق من الأسبوع عن انضمامه إلى ريال مدريد، نشرت رابطة الدوري الفرنسي صورة له وهو يرتدي قميص باريس سان جيرمان ولافتة كتب عليها: «يا طفل من الضواحي الباريسية، لقد أصبحت أسطورة باريس سان جيرمان». قاطع مبابي عملية الإحماء لتحية لفتة الجماهير. وعلى الرغم من الفشل الذريع في بداية الموسم، والذي تم خلاله استبعاده من جولة ما قبل الموسم للنادي بسبب عدم رغبته في تجديد عقده، غادر مبابي باريس سان جيرمان بعلاقات جيدة مع المشجعين.

#### ليونيل ميسي
وصل ليونيل ميسي إلى باريس وسط ضجة كبيرة في صيف 2021 على أمل مساعدة باريس سان جيرمان المرصع بالنجوم في المطالبة بلقب دوري أبطال أوروبا بعيد المنال. ومع ذلك، في موسمه الأول، سجل ميسي سبعة أهداف فقط خلال أول 26 مباراة له مع النادي. هذا، إلى جانب أدائه الخافت في خروج باريس سان جيرمان المبكر من دوري أبطال أوروبا أمام ريال مدريد في مارس 2022، جعل أولتراس يشعرون بأن النجم الأرجنتيني لم يقدم سوى عائد ضئيل على الاستثمار فيه. خلال مباراة النادي التالية على أرضه في الدوري ضد بوردو في نفس الشهر، سخرت رابطة دوري أبطال أوروبا من اسم ميسي عندما تم الإعلان عن التشكيلات الأساسية ثم أطلقت صافرات الاستهجان ضده في كل مرة يلمس فيها الكرة.
على الرغم من النصف الأول الجيد للغاية من موسم 2022–23، وهو ثاني موسم له في العاصمة الفرنسية، انخفض مستوى ميسي بشكل كبير بعد فوزه بكأس العالم 2022 مع الأرجنتين. أدى خروج باريس سان جيرمان للمرة الثانية على التوالي من دور الستة عشر في دوري أبطال أوروبا، بما في ذلك غياب ميسي مرة أخرى أمام بايرن ميونيخ، بالإضافة إلى النتائج السيئة في الدوري الفرنسي، إلى عودة صيحات الاستهجان بعد الخسائر على أرضه أمام ليون ورين في مارس وأبريل 2023. بعد هزيمة أخرى على أرضه، هذه المرة أمام لوريان، غاب ميسي عن التدريبات للقيام برحلة غير مصرح بها إلى المملكة العربية السعودية، والتي تم إيقافه بسببها من قبل النادي. اعتذر ميسي علنًا للنادي وزملائه في الفريق من خلال منشور على موقع إنستغرام، مدعيًا أن الأمر كان مجرد سوء تفاهم. ورد المشجعون بالتوجه إلى مقر النادي والمطالبة برحيله، مع هتافات «ميسي، ابن العاهرة».
بعد عودته من الإيقاف لمدة أسبوعين، تعرض ميسي لصافرات الاستهجان مرة أخرى من قبل المشجعين خلال فوز باريس سان جيرمان على أجاسيو في بارك دي برينس. واستمروا في القيام بذلك لبقية الموسم، حتى خلال مباراته الأخيرة مع النادي ضد كليرمونت في يونيو 2023. وشكر ميسي «النادي ومدينة باريس وسكانها» على مواقع التواصل الاجتماعي، دون أن يوجه الشكر للجماهير. بعد انتقاله المجاني إلى إنتر ميامي، اعترف بعدم سعادته في باريس سان جيرمان خلال مقابلة، مدعيًا أن انتقاله هناك لم يكن مخططًا له لأنه «لم يكن يريد مغادرة برشلونة». بعد فترة وجيزة، رفع أعضاء كوب الذين كانوا في ميامي لافتة خارج ملعب درايف بينك، كتب عليها «ميسي: تخلص أخيرًا من الوقحين».

#### إدينسون كافاني

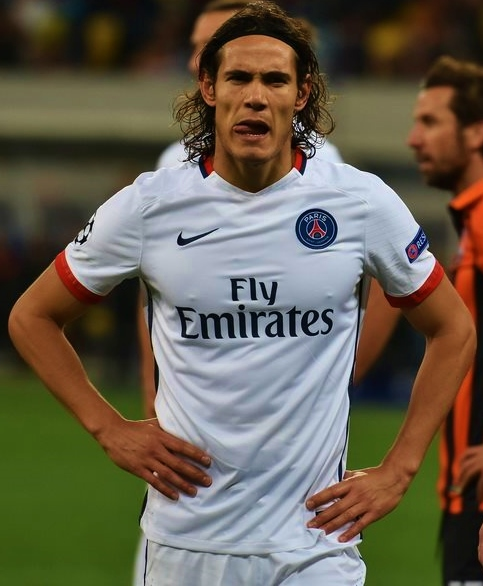
إدينسون كافاني مع باريس سان جيرمان في عام 2015.

كان المهاجم الأوروجوياني إدينسون كافاني، الذي يعشقه المشجعون لالتزامه وشغفه وحبه الحقيقي للقميص، قد خيب آمال العديد من معجبيه بسبب الطريقة التي ترك بها النادي في يونيو 2020. عرض باريس سان جيرمان على «الماتادور» فرصة تمديد عقده لمدة شهرين حتى يتمكن من إنهاء دوري أبطال أوروبا 2019–20، والذي تم إعادة جدولته إلى أغسطس بسبب جائحة كوفيد–19. منزعجًا من طريقة تعامل النادي معه، رفض كافاني العرض وأصبح وكيلًا حرًا. طوال الموسم، وضعه مدرب باريس سان جيرمان توماس توخيل جانبًا من خلال منح الوافد الجديد ماورو إيكاردي مساحة أكبر، بينما تعامل المدير الرياضي ليوناردو أراوجو مع رحيله بطريقة «خرقاء» و«متسرعة»، وفقًا للمراقبين.
ومع ذلك، أرادت رابطة المشجعين أن تكرمه على السنوات السبع التي قضاها في العاصمة الفرنسية وأهدافه الـ200. باستثناء أنه منذ نهاية عقده، التزم كافاني الصمت غير المفهوم تجاه باريس سان جيرمان وجماهيره السابقة. وعلى الرغم من أنه شكرهم لاحقًا، إلا أن الموقف كان قد أدى بالفعل إلى انقسام الألتراس. وكان رئيس رابطة المشجعين رومان مابيل من بين أولئك الذين لم يرغبوا في تكريمه واستقال من منصبه بعد أن قررت مجموعة فرعية من جانب واحد عمل لافتة تمجد كافاني. ورغم أن هذه الواقعة أضرت بإرثه، إلا أن كافاني يظل أسطورة باريس سان جيرمان بالنسبة لمعظم المشجعين.

#### توماس مونييه
كان توماس مونييه من بين المفضلين لدى الجماهير في بارك دي برينس بعد أول ظهور جيد له في موسم 2016–17. كان المشجعون معجبين بأسلوبه المجتهد في الملعب، بالإضافة إلى شخصيته المباشرة والواقعية خارج الملعب. كان من المتوقع أن يكون مونييه قائدًا للفريق في المستقبل حتى أعجب بتغريدة تشيد بالأجواء التي خلقها مشجعو غريم باريس سان جيرمان التقليدي مارسيليا في ملعب فيلودروم قبل فوزهم في إياب ربع نهائي الدوري الأوروبي 2017–18 على آر بي لايبزيج في أبريل 2018.
أثار هذا غضب جماهير باريس سان جيرمان، الذين كانوا بالفعل حساسين تجاه السلوك غير المحترم الذي أظهره لاعبون آخرون، وأبرزهم نيمار، تجاه النادي. جعل مونييه الأمور أسوأ من خلال الرد على مشجعي باريس سان جيرمان الغاضبين على تويتر، واصفًا إياهم بـ«المشجعين الزائفين» وأنهم بحاجة إلى «معرفة مكانهم» كمشجعين. قال الظهير الأيمن البلجيكي آنذاك إنه مسؤول فقط أمام الألتراس بسبب دعمهم الثابت. ولكن عندما رفض الاعتذار، كما طالبت مجموعة أولتراس باريس، لم تتعاف سمعته بين المشجعين أبدًا وغادر النادي في النهاية في ظروف مثيرة للجدل في يونيو 2020. ادعى مونييه أنه يريد البقاء في باريس سان جيرمان وانتقد المدير الرياضي ليوناردو أراوجو لعدم تجديد عقده؛ تم الكشف لاحقًا عن أن ليوناردو لم يعرض عليه تمديد العقد لأنه كان قد وقع بالفعل مع بوروسيا دورتموند.

#### خيرة حمراوي
كانت الفترة الثانية لخيرة حمراوي مع باريس سان جيرمان ملطخة بالفضيحة. بعد أن هاجمها رجال ملثمون بقضبان حديدية في نوفمبر 2021، بعد بضعة أشهر فقط من عودتها إلى باريس سان جيرمان، ألقت لاعبة خط الوسط الفرنسية باللوم على زميلتها في الفريق والشاهدة أميناتا ديالو في ذلك، وهو الأمر الذي لم يرق لغرفة الملابس. عندما تعافت من إصاباتها، أبعد النادي حمراوي لعدة أشهر بعد مشادة مع زميلة أخرى في الفريق مرتبطة مباشرة بالحادث. كما أعرب المشجعون عن دعمهم لديالو، حيث أطلقت لجنة المسابقات صيحات الاستهجان بانتظام على حمراوي وحتى رفعت لافتة كتب عليها «ديالو، نحن ندعمك بقوة! حمراوي: من التالي؟». تم اتهام ديالو لاحقًا بالاشتباه في تدبير الهجوم بدافع الغيرة بعد استبدالها بحمراوي من التشكيلة الأساسية. خلال مباراتها الأخيرة مع باريس سان جيرمان ضد ليون في مايو 2023، ردت على كوب بالكشف عن قميص كتب عليه «إهانات، لا اعتذارات! أين الرجال؟» ثم اتهمت النادي على تويتر «بالتخلي عنها وفعل كل شيء لإجبارها على المغادرة».

## الثقافة

### الأناشيد والشعارات
كانت أغنية «اذهب إلى باريس!»، التي سجلتها الممثلة والمغنية البلجيكية آني كوردي في عام 1971، النشيد الرسمي الأول للنادي. كانت من مشجعي فريق باريس سان جيرمان منذ البداية، وكانت جزءًا من رابطة تضم مئات المشاهير الذين ساهموا في تأسيس النادي في عام 1970. وفي ذلك الوقت، تم توجيه نداء إلى أشخاص مجهولين لشراء استمارات الاشتراك من الأكشاك. وبعد مرور عام، تم تسمية كوردي العرابة الرسمية لنادي باريس سان جيرمان، واحتفلت بذلك من خلال تسجيل الترنيمة المذكورة أعلاه.
تم تسجيل النشيد الثاني للنادي، «اذهب يا باريس سان جيرمان!» بواسطة فرقة لي باريسيون، في عام 1977، ليحل محل نسخة كوردي. كانت هذه الأغنية من بنات أفكار زعيم باريس سان جيرمان التاريخي والمنتج الموسيقي تشارلز تالار، وقد أنتجها وأصدرها تحت علامته التجارية التي تحمل نفس الاسم. أصبحت جوقة الأغنية هتافًا شائعًا بين مشجعي باريس خلال المباريات. تم تسجيل نسخة جديدة، تسمى أيضًا «اذهب يا باريس سان جيرمان!»، في عام 2010 كجزء من احتفالات الذكرى الأربعين لتأسيس النادي. تم غنائها على أنغام أغنية «إذهب غربا» التي قدمتها فرقة فيلدج بيبيل، وتمت إعادة كتابة الكلمات بناءً على اقتراحات قدمها المعجبون. هذا هو النشيد الرسمي الحالي للنادي. ظهرت الأغنية لأول مرة في نسخة 2010 من جولة باريس. قام لاعبو باريس سان جيرمان ومدربه كارلو أنشيلوتي بإعادة تسجيلها بأصواتهم في عام 2012 بناءً على طلب مالكي النادي القطريين الجدد.
«Ô Ville Lumière» («مدينة النور»)، على لحن «زهرة اسكتلندا»، هي نشيد آخر حقيقي لنادي باريس سان جيرمان. تم إنشاء هذه الأغنية من قبل مجموعة بولون بويز ألترا المنحلة من كوب أوف بولون. تشمل الهتافات البارزة الأخرى من مجموعات المشجعين في مدرجات بولوني وأوتويل «Le Parc est à nous» («الحديقة لنا»)، و«Ici، c'est Paris!» («هذه باريس!») و«Paris est magique!» («باريس سحرية!»). بدأ كلا المدرجات في تبادل هذه الهتافات خلال مباريات باريس سان جيرمان في التسعينيات. «من قال أنني سأفعل» لفيل كولينز هي أيضًا نشيد تقليدي للجماهير. وقد رافقت الأغنية دخول اللاعبين إلى الملعب منذ عام 1992، على الرغم من استبدالها مؤقتًا في سبتمبر وأغسطس 2021.
«هنا باريس!» و«باريس ساحرة!» هما أيضًا شعارا النادي الأكثر شهرة. تم إنشاء الأخير من قبل مجموعة سوبراس أوتويل ألترا المنحلة فيراج أوتويل، والتي حصلت على براءة اختراع له كعلامة تجارية في عام 2008. بعد بضع سنوات، بدأ باريس سان جيرمان في استخدام شعار «هنا باريس!» في تسويقه (لافتات على المدرجات، إعلانات تلفزيونية، بضائع) ورفضت سوبراس عرض النادي بقيمة 2000 يورو لحقوق الملكية في فبراير 2016. نشبت معركة قانونية بين باريس سان جيرمان والمجموعة. توصلوا أخيرًا إلى اتفاق في أغسطس 2019. سيتمكن النادي من الاستمرار في الإعلان عن الشعار مع السماح للمشجعين باستخدامه مجانًا.
| «اذهب إلى باريس!» (النشيد الرسمي الأول) [Chorus] Allez, allez Paris! Ton équipe est la plus forte, En avant, les gars te portent Tous dans un seul cri: Allez F.C. Paris Droit au but va notre espoir, Nous voulons ce soir Te fêter Paris! [Verse 1] À Belleville, Ils sont mille Qui s'appellent Mimille. À Pantin, Y en a plein Qu'on appelle Tintin. À Versailles, Y a des ouailles Qui s'appellent Noaille À Vincennes, À Suresnes, Faut chercher Gégène. Mais ici, Réunis, On crie De Saint-Germain à Bercy: [Chorus] Allez, allez Paris! Ton équipe est la plus forte, En avant, les gars te portent Tous dans un seul cri: Allez F.C. Paris Droit au but va notre espoir, Nous voulons ce soir Te fêter Paris! [Verse 2] Dans l'équipe, Tous nos types Feraient un malheur, Quand sur eux, Rouge ou bleu Blanc sont nos couleurs! Les aînés Déchaînes Donnent la cadence D'un beau jeu, Clair, joyeux D'attaque et défense. Et soudain, Cet entrain Fait jaillir mille fois ce refrain: [Chorus] Allez, allez Paris! Ton équipe est la plus forte, En avant, les gars te portent Tous dans un seul cri: Allez F.C. Paris Droit au but va notre espoir, Nous voulons ce soir Te fêter Paris! 1971 | «اذهبوا إلى باريس سان جيرمان!» (النشيد الرسمي الثاني) [Chorus] Allez Paris-Saint-Germain! Chantez Paris-Saint-Germain! Allez les Parisiens! [Verse 1] Au temps où nos idoles étaient chanteurs On portait leurs noms écrits sur nos cœurs Les salles étaient pleines à craquer Au temps passé! Mai sun jour nos disques se sont usés Et Paris-Saint-Germain est arrivé Trois lettres sont restées gravées: le PSG [Chorus] Allez Paris-Saint-Germain! Chantez Paris-Saint-Germain! Allez les Parisiens! Allez Paris-Saint-Germain! Chantez Paris-Saint-Germain! Allez les Parisiens! [Verse 2] Aujourd'hui nos idoles sont footballeurs Des coupes, ils sortiront les vainqueurs Tous, on va les encourager Ils nous font vibrer Bientôt le Parc sera trop petit Pour y recevoir nos équipes amies Très fort, il nous faudra crier: Vive PSG! [Chorus] Allez Paris-Saint-Germain! Chantez Paris-Saint-Germain! Allez les Parisiens! Allez Paris-Saint-Germain! Chantez Paris-Saint-Germain! Allez PSG, allez Paris, Paris-Saint-Germain! 1977 | «اذهبوا إلى باريس سان جيرمان!» (النشيد الرسمي الحالي) [Verse 1] PSG, ton nom nous unis PSG, ici c’est Paris Tous ensemble, le cœur à jamais Rouge et bleu, pour le PSG [Chorus] Allez Paris-Saint-Germain! [Verse 2] PSG, le Parc est mythique PSG, Paris est magique Tous ensemble, unis pour gagner Rouge et bleu, pour le PSG [Chorus] Allez Paris-Saint-Germain! 2010 | «يا مدينة الأضواء» (نشيد مشجعي باريس سان جيرمان) [Verse 1] Ô Ville Lumière Sens la chaleur De notre cœur Vois-tu notre ferveur Quand nous marchons près de toi Dans cette quête, chasser l'ennemi Enfin pour que nos couleurs Brillent encore [Verse 2] Ô Ville Lumière Ville championne Par la manière Que les clairons sonnent Que batte son cœur pour nos couleurs Que batte son coeur Pour chaque victoire Et ses joueurs Couverts de gloire التسعينيات |

### المشجعين المشهورين
الرئيس الفرنسي السابق نيكولا ساركوزي هو أحد أشهر مشجعي النادي. يحضر بانتظام المباريات التي تقام على ملعب بارك دي برينس وكان شخصية رئيسية وراء شراء باريس سان جيرمان من قبل شركة قطر للاستثمارات الرياضية في يونيو 2011. ومن بين مشجعي باريس سان جيرمان البارزين أيضًا أبطال الدوري الأميركي للمحترفين جيانيس أنتيتوكومبو وتوني باركر؛ والفائزين ببطولة جراند سلام فيكتوريا أزارينكا ويانيك نواه؛ وأيقونة السينما الفرنسية جان بول بلموندو؛ ومغني الراب الفرنسي بوبا؛ وأسطورة كرة القدم الأميركية توم برادي؛ وبطل العالم في سباقات موتو جي بي فابيو كوارتارو؛ والممثل الأميركي باتريك ديمبسي؛ ودي جي ومنتج الأسطوانات الفرنسي دي جي سنيك؛ وسائق الفورمولا وان بيير جاسلي؛ ونجمة الغناء الفرنسية ميراي ماتيو؛ وبطل العالم في الجودو 11 مرة تيدي رينر، من بين العديد من الآخرين المدرجين أدناه.

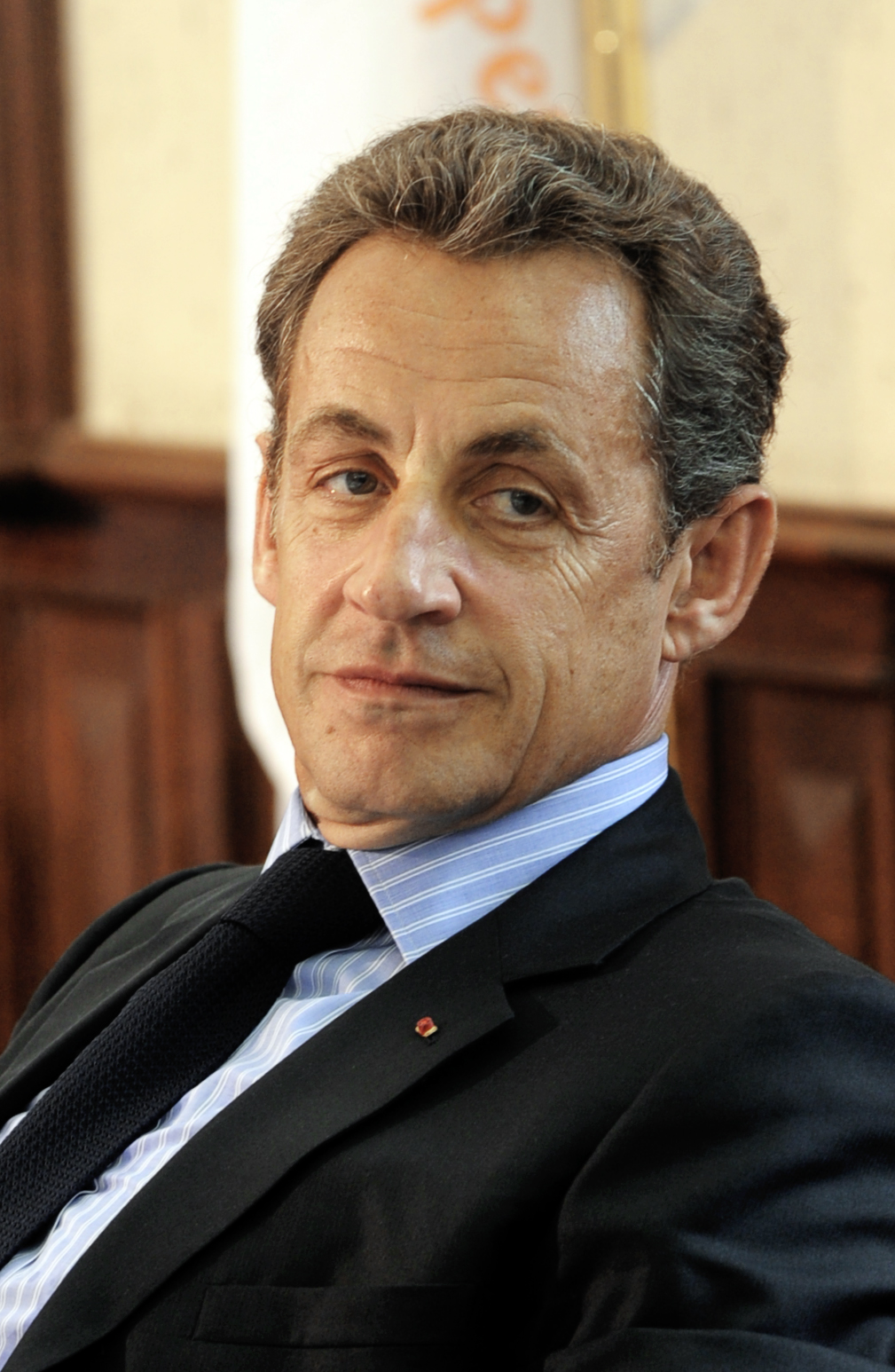
نيكولا ساركوزي، الرئيس الفرنسي السابق ومشجع كبير لفريق باريس سان جيرمان.

| - أري أبيتان - ناصر العطية - ريتشارد أنكونينا - يانيس أنتيتوكونمبو - أرتوس - أجاثا أوبروكس - فيكتوريا أزارينكا - نيكولا باتوم - جان بول بلموندو - مالك بن طلحة - فرانسو بيرليند - لويس بيرتينياك - بوبا - توم برايدي - باتريك برويل - جيمي بتلر - آني كوردي | - جيرارد دارمون - جمال دبوز - لوران ديلاهاوس - سيسيل دي مينيبوس - باتريك ديمبسي - ساشا ديستل - دي جي سنيك - نيكولا ديفاوشيلي - بيير جاسلي - ريشارد جاسكيه - رودي غبرت - فرانسيس هوستر - جوي ستار - لا فوين - ميشيل لودرا - إنريكو ماسياس - بوبان ماريانوفيتش | - ميراي ماتيو - غاييل مونفيس - ناجي فام - فرانك نتيليكينا - يواكيم نواه - يانيك نواه - صبرينا وزاني - توني باركر - تيبو بينو - فابيو كوارتارارو - تيدي رينر - نيكولا ساركوزي - فيكتور ويمبانياما - مايكل يون | EPP Summit October 2010. |

## وصلات خارجية
- PSG.FR – Site officiel du Paris Saint–Germain (بالفرنسية)
- Paris Saint–Germain – Ligue 1 نسخة محفوظة 22 مارس 2020 على موقع واي باك مشين. (بالفرنسية)
- Paris Saint–Germain – UEFA.com (بالفرنسية)